# French Open
Die French Open oder Roland Garros [ʁɔlɑ̃ ɡaʁos] (offiziell Tournoi de Roland-Garros, Roland-Garros-Turnier) sind das zweite Tennisturnier der Grand-Slam-Turniere und finden seit 1891 jedes Jahr zwischen Mitte Mai und Anfang Juni im Stade Roland Garros im 16. Arrondissement, am südlichen Rand des Bois de Boulogne in Paris statt. Das Turnier und die Tennisanlage sind nach dem Luftfahrtpionier Roland Garros (1888–1918) benannt. Veranstalter ist die International Tennis Federation (ITF).
Die French Open sind das einzige Sandplatzturnier der Grand-Slam-Serie. Da auf Sandplätzen die Bälle langsamer abspringen, dauern die Matches im Durchschnitt länger als Spiele bei anderen Grand-Slam-Turnieren.
Die meisten Einzeltitel konnten der Spanier Rafael Nadal (14 Siege) und die US-Amerikanerin Chris Evert (7 Siege) erringen. Aktuelle Titelträger der French Open 2025 sind Carlos Alcaraz und Coco Gauff.

## Geschichte

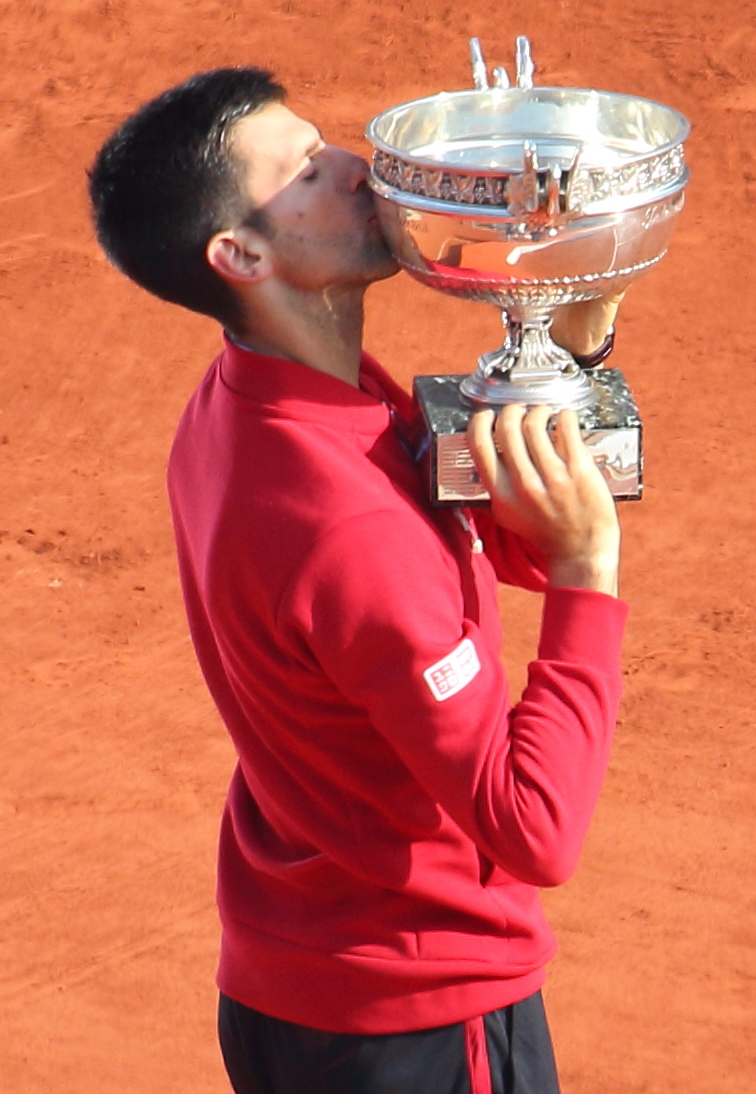
Novak Đoković mit dem Coupe des Mousquetaires

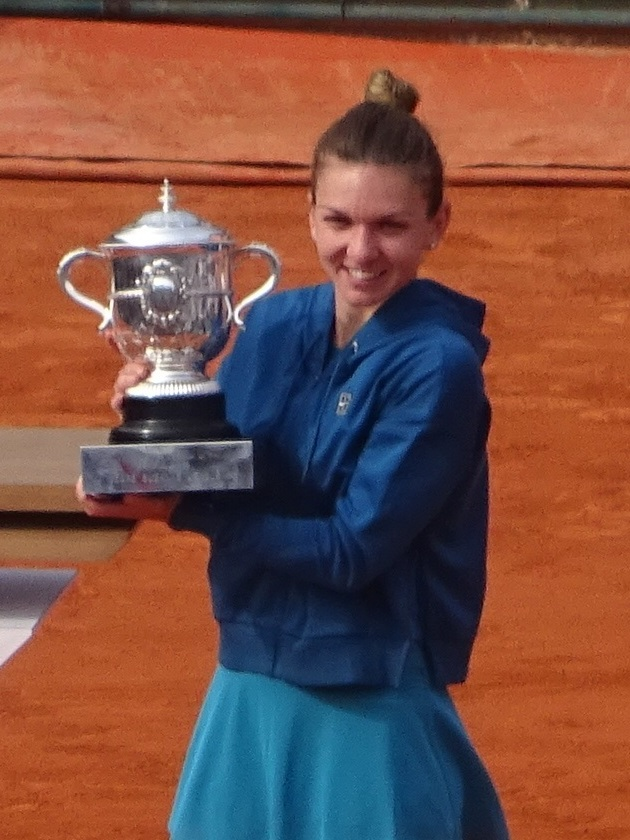
Simona Halep mit dem Coupe Suzanne Lenglen

Das erste „Championnat de France international de Tennis“ (die internationalen Tennis-Meisterschaften Frankreichs) fand 1891 in Paris statt. Der erste Sieger im Herren-Einzel war der Brite H. Briggs. Die Damen durften erstmals im Jahr 1897 antreten. Vor 1925 war der Turnier-Start ausschließlich französischen und einer sehr beschränkten Anzahl ausgewählter ausländischer Athleten vorbehalten. In diesen ersten Jahrzehnten wurde noch auf Rasen gespielt und der Austragungsort wechselte zwischen dem „Racing Club de France“ und dem „Stade Français“.
1928 wurde im Zuge einer bevorstehenden Davis-Cup-Auseinandersetzung nahe Porte d’Auteuil ein neues Tennis-Stadion errichtet. Es wurde nach dem in Frankreich als Held des Ersten Weltkrieges verehrten Kampfflieger Roland Garros benannt. Als Untergrund wählte man nun erstmals jenen Belag, der bis heute als das bestimmende Markenzeichen der French Open gilt, dem Turnier seinen spezifischen Reiz verleiht und ganz besondere Herausforderungen an den Spieler stellt: terre battue – die langsame „Rote Asche“ aus zermahlenen Ziegelsteinen, die den Spieler zu einem geduldigen Spielaufbau zwingt und Netzangriffe erschwert. Das Stade Roland Garros wurde am 19. Mai 1928 mit einem Damen-Länderkampf eröffnet.
Im Oktober 1939, kurz nach Ausbruch des Zweiten Weltkriegs, wurde die Einrichtung durch die Behörden als Sammelzentrum für Ausländer und „Konzentrationslager für unerwünschte Ausländer“ genutzt.
Anfangs war das Turnier – ebenso wie die Olympischen Spiele – ausschließlich den Amateuren vorbehalten. Seit 1968, dem Beginn der sogenannten „Open Era“, der Geschichte der „Offenen Meisterschaften“, sind alle Spieler startberechtigt. Im Jahre 2000 gewann mit Mary Pierce die letzte Französin die French Open. Das bisher längste Match der French Open fand 2004 in der ersten Runde zwischen Fabrice Santoro und Arnaud Clément statt und dauerte 6:33 Stunden. Das Match zog sich über zwei Tage, wobei der fünfte Satz mit 16:14 endete. Im März 2022 einigten sich alle vier Grand-Slam-Turniere auf den „Match-Tie-Break“ (bis mindestens 10 Punkte bei Gleichstand 6:6 im fünften Satz).

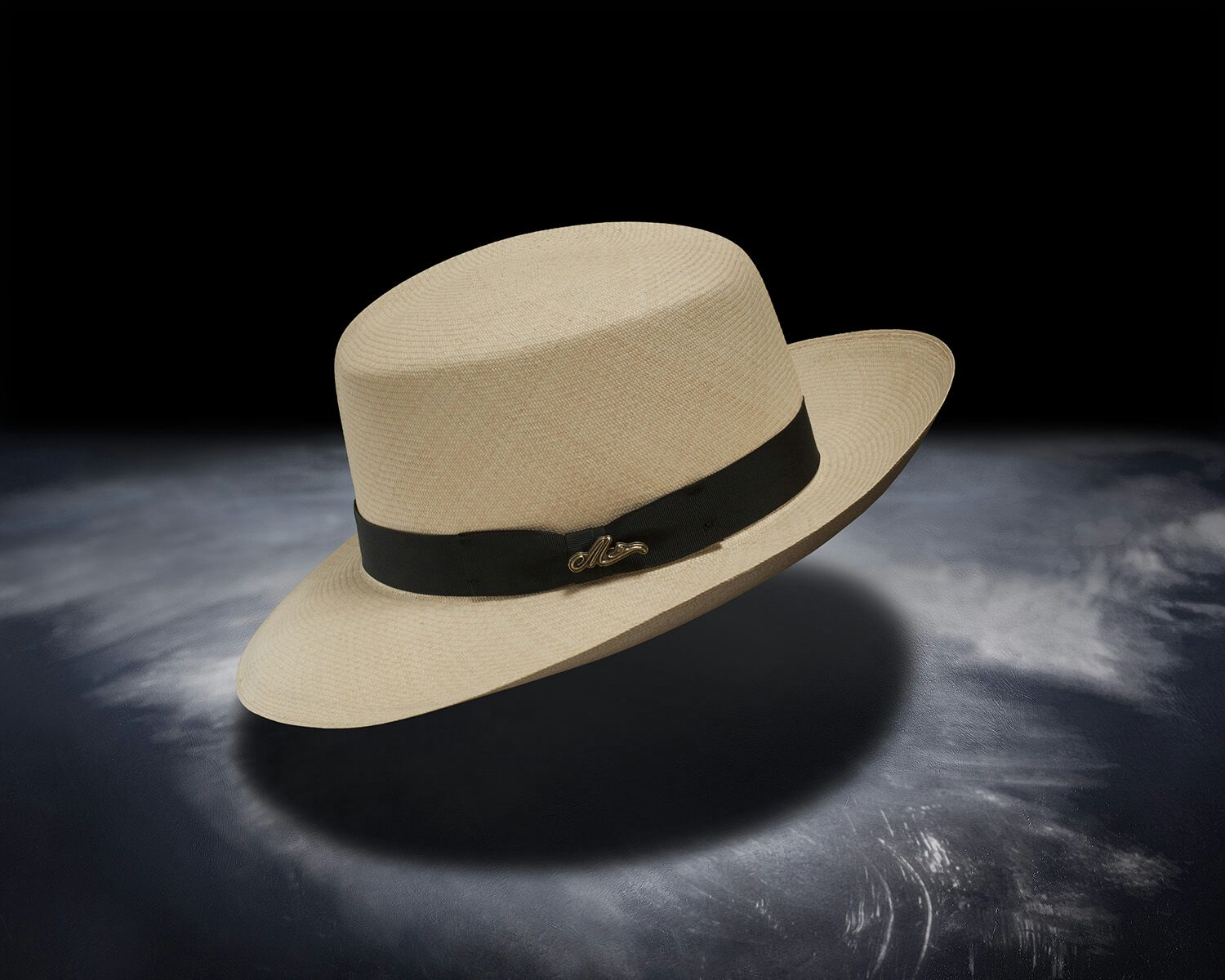
Panama-Hut

1976 trugen – einer Hitzewelle geschuldet – die Zuschauer in der Präsidentenloge sogenannte Panama-Hüte, die den Strohhüten der Arbeiter des Panamakanals entsprachen. Seitdem wurden diese Hüte zum Symbol für Eleganz und werden als „must-have“ massenweise durch die Zuschauer getragen. Sie werden in Ecuador gefertigt.
Nachdem die Ansagen des Stuhlschiedsrichters jeweils in der Landessprache erfolgen, muss er die entsprechenden englischen Ausdrücke bei den French Open auch in Französisch beherrschen:
- 0 – zéro [ze.ʁo]
- 15 – quinze [kɛ̃z]
- 30 – trente [tʁɑ̃t]
- 40 – quarante [ka.ʁɑ̃t]
- Einstand – égalité [e.ɡa.li.te]
- Vorteil – avantage [a.vɑ̃.taʒ]
- Spiel – jeux [ʒø]
- Satz – manche [mɑ̃ʃ]
- Match – match [matʃ]

Seit am 30. April 1993 Monica Seles während ihrer Viertelfinalbegegnung beim Tennisturnier in Hamburg gegen Magdalena Maleewa von dem psychisch gestörten Günter Parche, einem damals 38-jährigen deutschen Fan ihrer stärksten Kontrahentin Steffi Graf, beim Seitenwechsel mit einem Messer in den Rücken gestochen worden war, stehen beim Seitenwechsel Sicherheitsleute im Rücken der Spieler.
Seit 2006 beginnen die French Open bereits am Sonntag. Die Anzahl der Spiele an diesem Sonntag wurde von zunächst 16 (2006) auf 24 (2007) und schließlich auf 32 (2008) gesteigert.
2007 wurde bei den French Open Rollstuhltennis als eigener Wettbewerb hinzugefügt, nachdem 2002 Rollstuhltennis bei den Australian Open als erstem Grand-Slam-Turnier eingeführt worden war. Dem folgten 2005 die Wimbledon Championships und die US Open.
2010 wurden die French Open das erste Mal in 3D übertragen und waren auch an öffentlichen Plätzen dreidimensional zu sehen. Das Turnier war damit das erste Sportereignis, dessen Public Viewing in 3D stattfand.
Das Turnier 2020 wurde am 17. März wegen der COVID-19-Pandemie in Frankreich vom 24. Mai bis 7. Juni in den Herbst des Jahres auf den 20. September bis 4. Oktober verschoben. Im April wurde das Turnier um eine weitere Woche verschoben. Vom 27. September bis zum 11. Oktober wurde in Paris bei teilweise kühlen Temperaturen und Regen gespielt. Die Veranstaltung konnte planmäßig durchgeführt und die Finanzierung des Turniers durch die Fernsehgelder gesichert werden, wenngleich die Preisgelder für die Spieler deutlich reduziert wurden.
Am 12. April 2021 wurde eine Statue zu Ehren des berühmten Kampfpiloten im Ersten Weltkrieg, Roland Garros, dem Namensgeber des Geländes, errichtet. Sie besteht aus über sechs Meter hohem Stahl. Die französische Bildhauerin Caroline Brisset wurde von einem Foto des Piloten inspiriert, der sich im Cockpit eines Flugzeugs auf die Ellbogen stützt.

Am 27. Mai 2021 wurde Rafael Nadal, nach 13 Siegen der French Open, mit einer drei Meter hohen Statue aus Stahl geehrt, die von dem spanischen Bildhauer Jordi Díez Fernández angefertigt worden ist. Beide Skulpturen stehen am Eingang des Geländes vom Stade Roland Garros.
Als Reaktion auf den russischen Überfall auf die Ukraine seit Februar 2022 durften Spieler und Spielerinnen aus Russland und Belarus bei den French Open von 2022 bis 2025 nicht unter ihrer Flagge antreten.

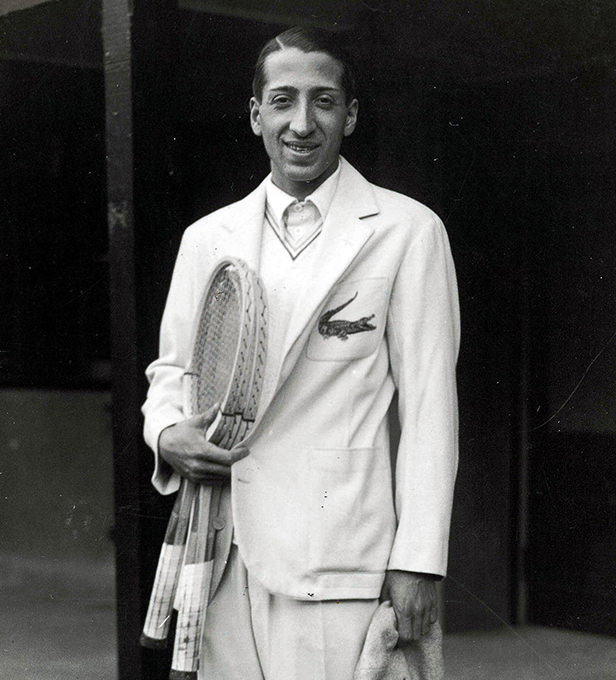
René Lacoste mit seinem Firmenlogo, 1920er Jahre

Aus Anlass der neunzigjährigen Partnerschaft (1933–2023) des Roland-Garros-Tennisturniers mit dem Unternehmen des mehrfachen Siegers René Lacoste, vereinbarten die French Open mit der staatlichen französische Münzprägeanstalt Monnaie de Paris, eine 10-Euro-Silbermünze zu prägen, auf der ein Tennisspieler und ein Krokodil zu sehen sind, die auch für die Münzwürfe beim Turnier 2023 verwendet wurde, mit denen die Seitenwahl und das Recht des ersten Aufschlagsspiels ausgelost wurden. Bezogen auf den Beginn der Partnerschaft wurden 1933 solcher Münzen geprägt. Daneben gibt es im gleichen Design weitere Silber- und Goldmünzen. Lacoste ist in seiner aktiven Zeit mit dem Spitznamen Le Crocodile oder auch L’Alligator berühmt geworden, woraus das Firmenlogo entstand. Lacoste übernimmt die Einkleidung der Schiedsrichter, der Balljungen und Ballmädchen, der Hostessen und der französischen Tennisspieler. Kinder, die an der Aktion „Entrée de rêve“ (französisch Traumeingang) teilnehmen, die es ihnen ermöglicht, Spieler beim Betreten des Spielfelds zu ihren Bänken zu begleiten, werden ebenfalls eingekleidet. Die lange historische Zusammenarbeit mit den French Open und der Fédération Française de Tennis (FFT) wurde bis 2030 verlängert.
Registrierte Spieler im Alter von 9 und 10 Jahren, die von der FFT eingeladen wurden, haben in einem „Entrée de rêve“ (Dream Walk-on) die Ehre, die Spieler auf dem Weg zum Platz zu begleiten. Die ausgewählten Kinder können außerdem am Münzwurf teilnehmen.

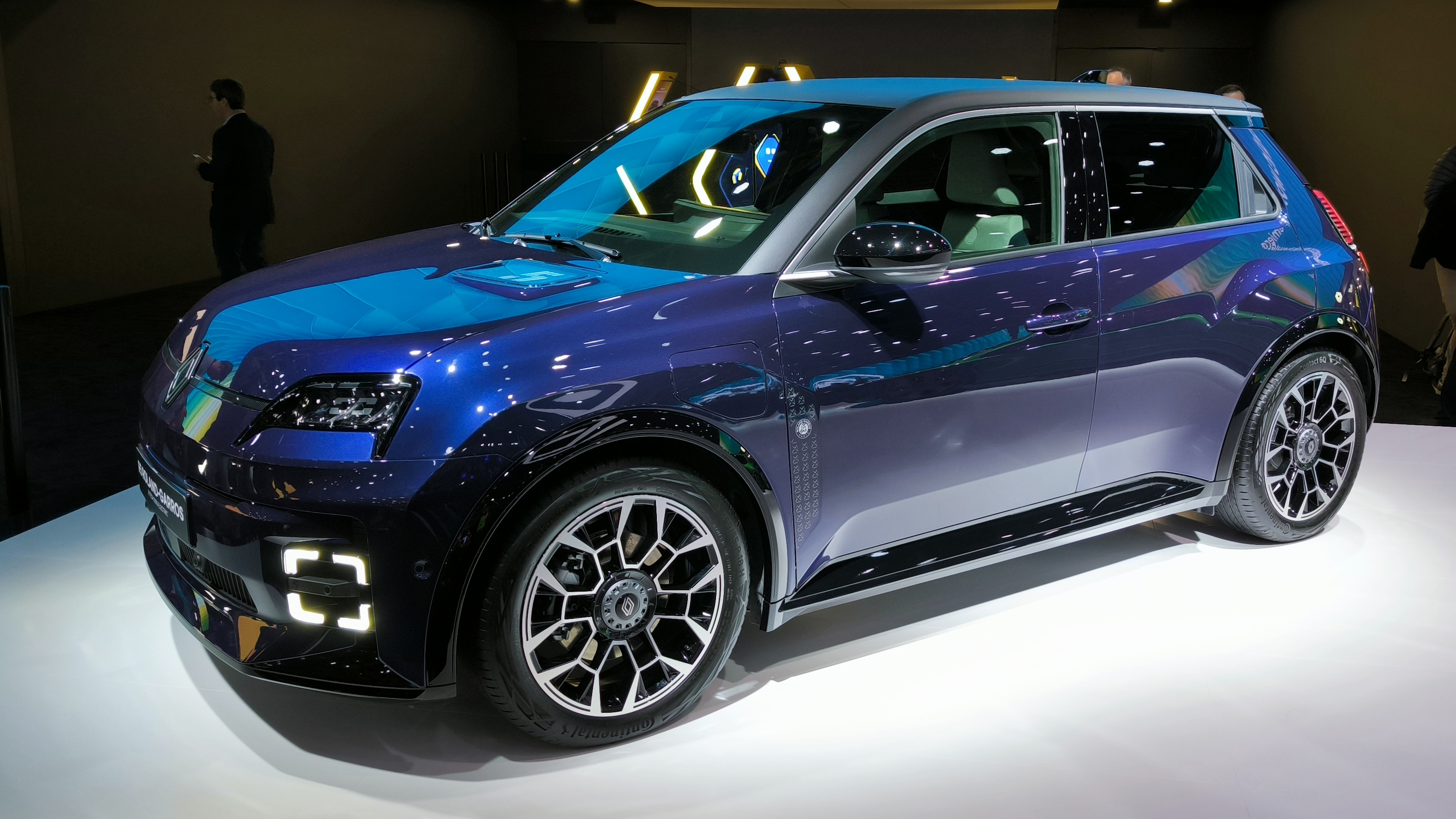
„Renault 5 E-Tech Roland Garros“ vorgestellt 2024.

Seit 2024 gibt es nur noch elektronische Tickets, die von einer speziellen App am Handy abrufbar sind. 2024 wurde erstmalig das Rollstuhltennis um einen Jugendwettbewerb erweitert, jeweils für Jungen und Mädchen, im Einzel und im Doppel. Das Tenniseum wurde nach zweijähriger Renovierung wiedereröffnet. Ein französisch geprägter, neu errichteter Tennis Walk of Fame führt vom „The Village“ zum Philippe-Chatrier-Court.
2024 hat Renault, als einer der Sponsoren, ein Sondermodell Renault 5 E-Tech Roland-Garros präsentiert. Der E-Pop-Schalthebel ähnelt einem Tennisschlägergriff mit dem Roland-Garros-Logo am Ende. Die rote, induktive Ladematte und rote Fußmatten sollen an den roten Sand eines Tennisplatzes erinnern. In die Rückenlehnen der grauen Vordersitze ist das Roland-Garros-Logo eingeprägt. In die Lackierung wurde das Roland-Garros-Logo vor dem Hintergrund von Andreaskreuzen eingefügt, das eine Anspielung auf die Architektur des Court Philippe Chatrier darstellt.
Für die French Open 2025 wurden erstmals limitiert Tickets verlost.

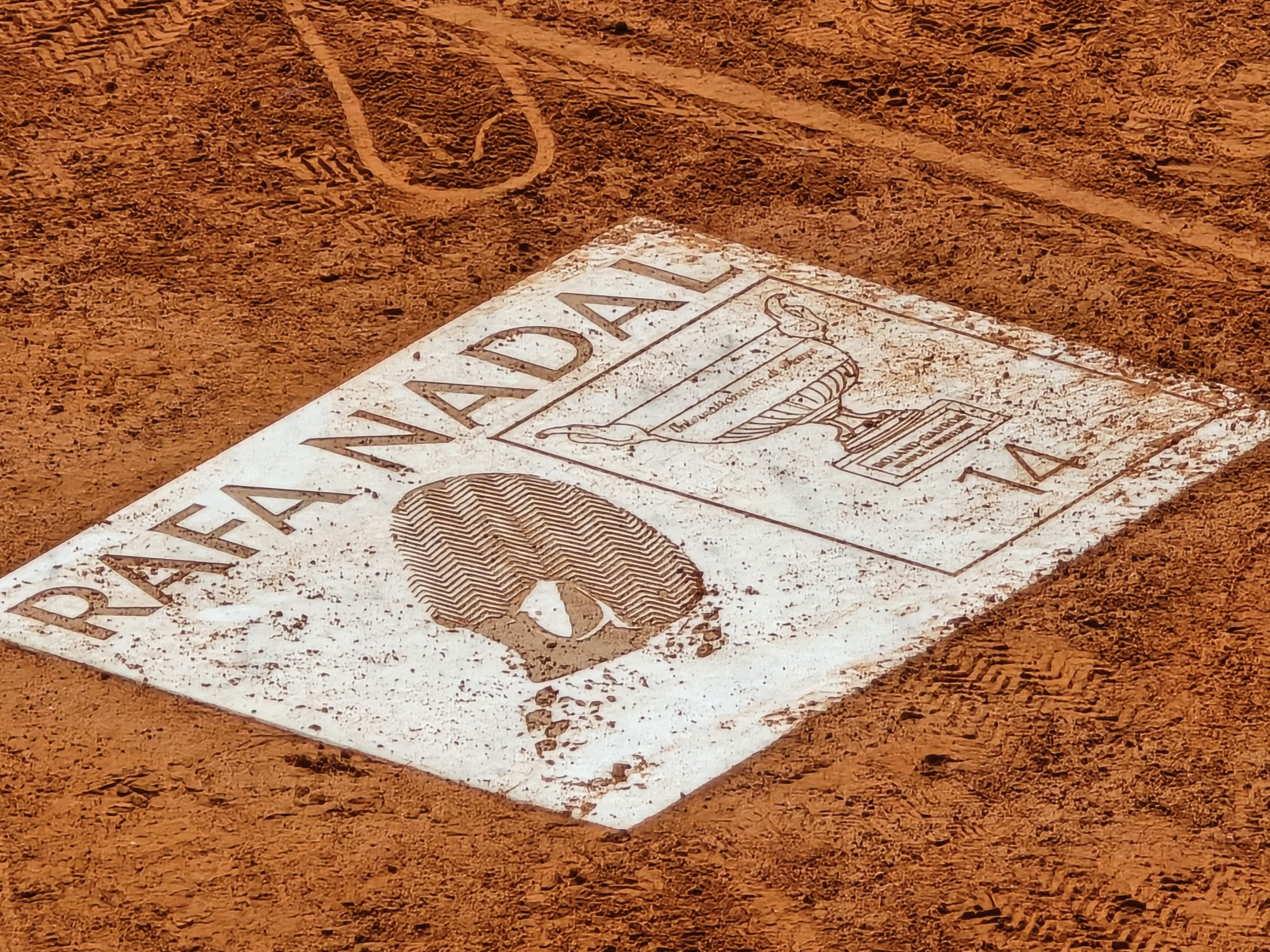
Gedenktafel zu Ehren Rafael Nadals im Court Philippe Chatrier

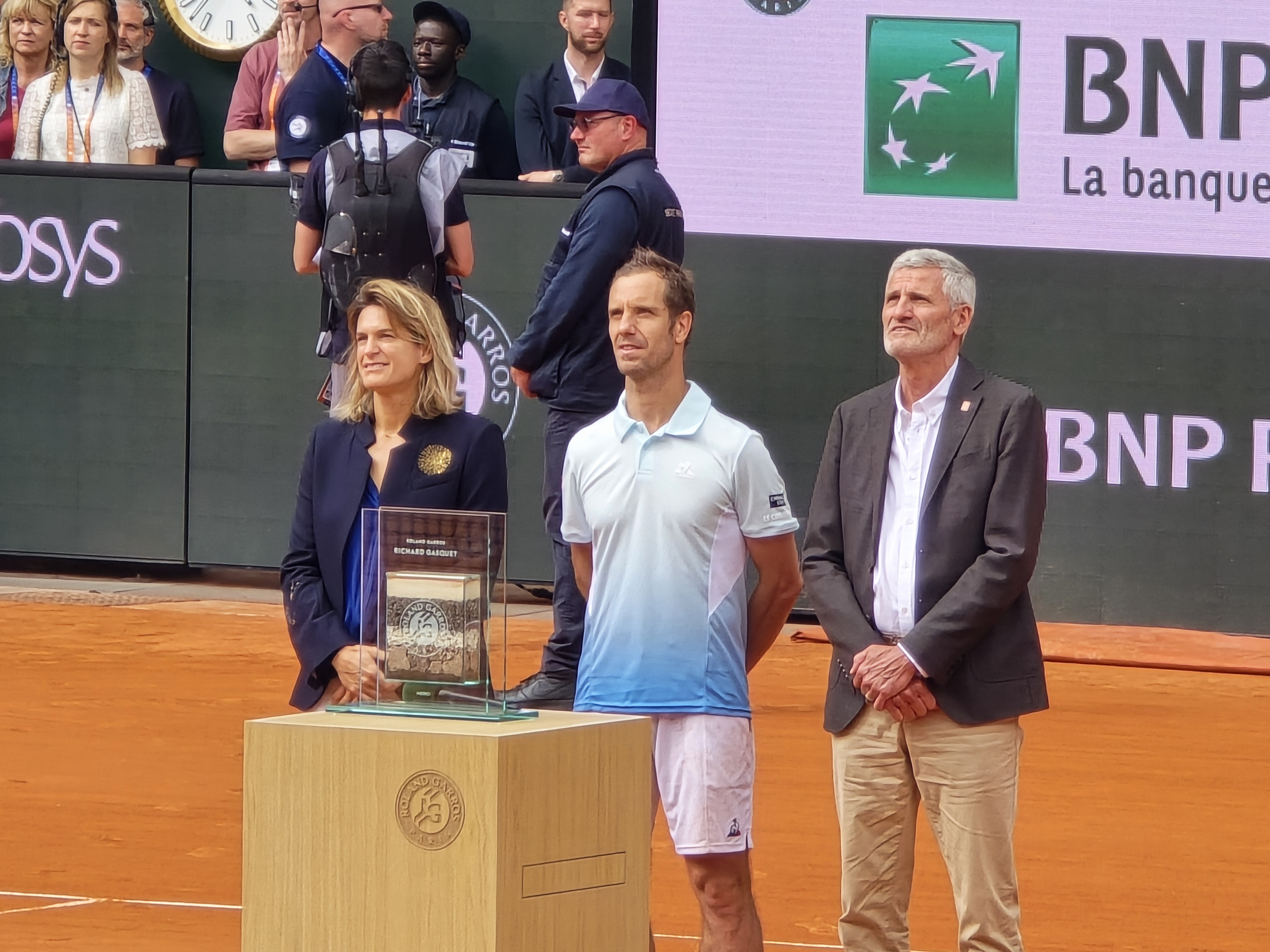
Ehrung von Richard Gasquet

Am 25. Mai 2025 fand zu Beginn der French Open 2025 eine Abschiedsfeier für den vierzehnfachen French-Open-Sieger Rafael Nadal auf dem Court Philippe Chatrier statt. Im Stadion trugen 15.000 Zuschauer rote T-Shirts mit seinem Namen. Einer der Höhepunkte war die „Enthüllung“ einer bleibenden Gedenktafel im Center Court mit dem Fußabdruck von Nadal, einer Abbildung des Coupe des Mousquetaires und der Zahl 14 für den Rekord von 14 Siegertiteln bei den French Open. Die Tafel war zunächst unter dem roten Sand verborgen, die dann freigekehrt wurde. Sie befindet sich auf Netzhöhe im Boden, gegenüber dem Schiedsrichterstuhl. Roger Federer, Novak Đoković und Andy Murray gratulierten ihm persönlich, neben der Turnierdirektorin Amélie Mauresmo und dem Präsidenten des Französischen Tennisverbands Gilles Moretton.
Am 29. Mai 2025 wurde Richard Gasquet geehrt, der seine Tenniskarriere nach 25 Jahren beendete. Er verlor in der zweiten Runde der French Open gegen Jannik Sinner.
Die Übertragungsrechte hat sich Eurosport bis 2030 gesichert.
2025 fand mit fünf Stunden und 29 Minuten das längste Roland-Garros-Finale statt, in dem Carlos Alcaraz Jannik Sinner in einem Match-Tie-Break im fünften Satz besiegte.

## Disziplinen
Im Vordergrund der French Open stehen die Einzelwettbewerbe. Insgesamt werden folgende Turniere ausgespielt (siehe French Open 2025 und alle weiteren Unterseiten mit allen Ergebnissen):
- Herreneinzel
- Dameneinzel
- Herrendoppel
- Damendoppel
- Mixed
- Junioreneinzel
- Juniorinneneinzel
- Juniorendoppel
- Juniorinnendoppel
- Herreneinzel-Rollstuhl
- Dameneinzel-Rollstuhl
- Junioren-Rollstuhl (ab 2024)
- Juniorinnen-Rollstuhl (ab 2024)
- Juniorendoppel-Rollstuhl (ab 2024)
- Juniorinnendoppel-Rollstuhl (ab 2024)
- Herrendoppel-Rollstuhl
- Damendoppel-Rollstuhl
- Quadeinzel
- Quaddoppel

Insgesamt wurden zwischen dem 20. Mai und 9. Juni 2024 über 900 Matches bestritten. In den Herren-Wettbewerben wurde auf drei Gewinnsätze („best of five“), in den Damen-Wettbewrben auf zwei Gewinnsätze („best of three“) gespielt. Bei Gleichstand 6:6 in einem Satz wurde ein Tie-Break bis 7 gespielt. Im März 2022 einigten sich alle vier Grand-Slam-Turniere darauf, im Entscheidungssatz ein Match-Tie-Break einzuführen, das bis 10 gespielt wird, jeweils mit einem Vorsprung von zwei Punkten als Voraussetzung für den Gewinn. Insbesondere zwei sehr lange Matches in Wimbledon waren der Anstoß für die Einführung des Match-Tie-Breaks in den Grand-Slam-Turnieren. 2010 ging die Partie von John Isner gegen den Franzosen Nicolas Mahut über drei Tage, dauerte elf Stunden und fünf Minuten. Isner gewann im fünften Satz 70:68. Eine Gedenktafel an der Wand vor Court 18, wo das Spiel stattfand, erinnert noch heute an diesen Wettkampf. Im Jahre 2018 unterlag Isner mit 24:26 gegen Kevin Anderson im fünften Satz des Halbfinales.
Im Doppelwettbewerb wurde 2024 eine Neuerung eingeführt, wonach beim Spielstand „Einstand“ (40:40) ein Entscheidungspunkt für das jeweilige Spiel ausgetragen wird. Das rückschlagende Paar hat dabei das Wahlrecht, ob der Aufschläger von rechts oder von links aufschlagen muss.

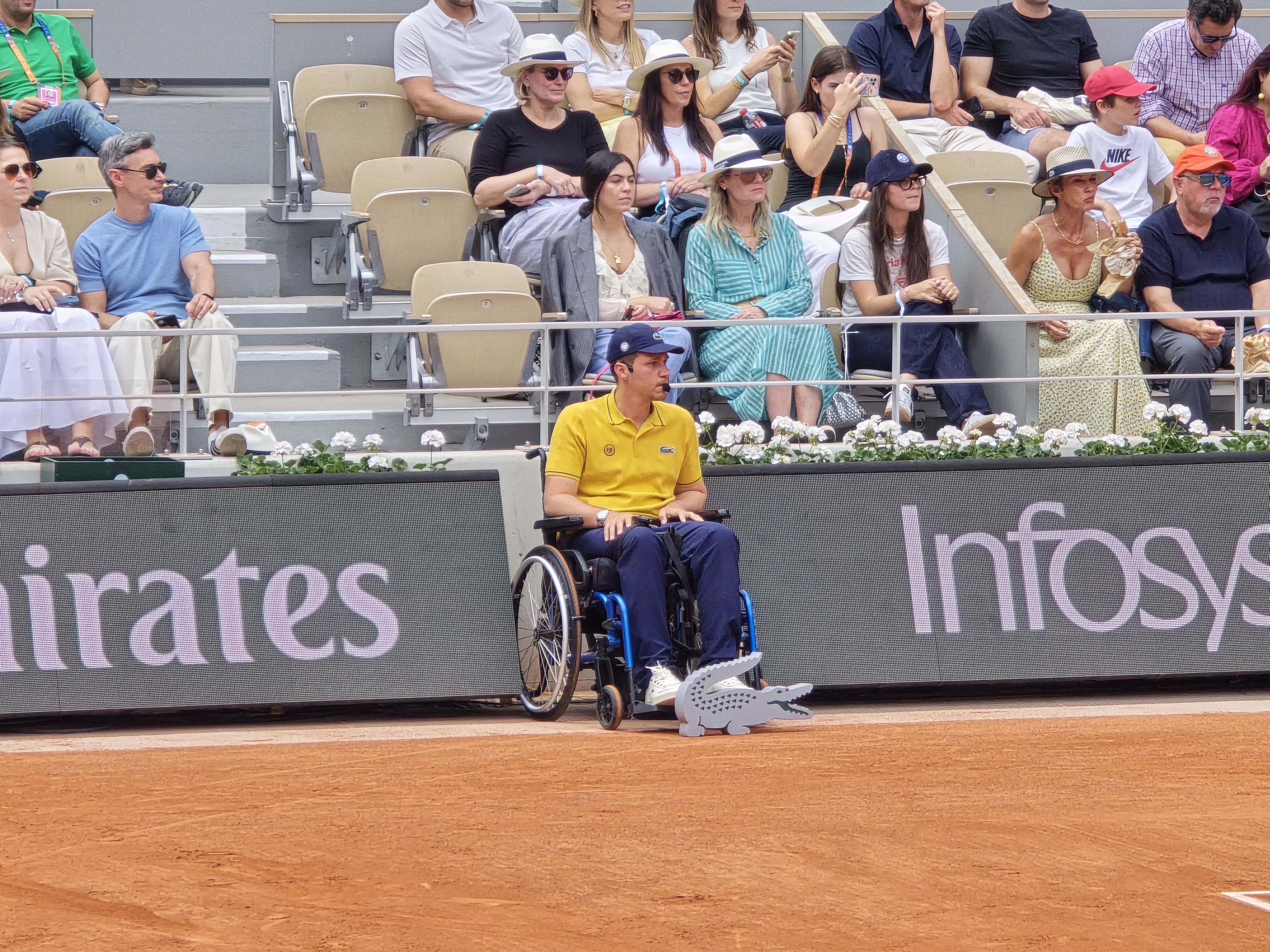
Linienrichter im Rollstuhl

2024 sind 340 Schiedsrichter (Stuhl- und Linienrichter) im Einsatz. Im Sinne der Inklusion werden seit 2024 auch Linienrichter eingesetzt, die auf einen Rollstuhl angewiesen sind. Sie werden an der T-Linie und der Grundlinie eingesetzt. Sie können mit einem Mikrophon ausgestattet sein, das ihre Stimme verstärkt und über einen Lautsprecher wiedergibt. Bei den Rollstuhlwettbewerben werden auch Ballmädchen und Balljungen, die auf einen Rollstuhl angewiesen sind, eingesetzt.
Ab 2025 sollte das Hawk-Eye zur Beurteilung der Ballwechsel eingesetzt werden. Während des Wettbewerbs 2024 wurde es bereits getestet. Der Veranstalter hat jedoch entschieden, auch 2025 Linienrichter einzusetzen. Strittige Entscheidungen fällen die Stuhlschiedsrichter durch Inaugenscheinnahme des Ballabdrucks im Sand ohne das Hawk-Eye. Es wird trotzdem eingesetzt, um strittige Bälle den Zuschauern als Video eingespielt zu werden.
Zu den Tennisregeln siehe

## Kontroverse um Night Session
Seit 2021 gibt es in Roland-Garros ein Abend-Match (Night Session) ab 20:15 Uhr auf dem Court Philippe-Chatrier. 2022 und 2023 wurde jeweils ein Damen-Spiel von insgesamt zehn in der Night-Session angesetzt. 2024 gab es kein Frauen-Duell am Abend. 2025 wurden in den Night Sessions nur Partien aus dem Herren-Einzel angesetzt, keine aus dem Damen-Einzel. Dies sorgte für Kritik, insbesondere aus den Reihen der Teilnehmerinnen, die sich benachteiligt fühlen. Die Turnierdirektorin Amélie Mauresmo wies die Kritik zurück, da es um die potenzielle Matchlänge ginge. Es sei eben sehr gut möglich, dass zwei Sätze sehr schnell vorbei seien. Und die Herren spielten minimum drei Sätze. Das seien sichere eineinhalb, zwei Stunden. Kurze Night Sessions würden sowohl Zuschauer, als auch die Fernsehübertragung benachteiligen. Dem wird entgegengehalten, dass bei den US Open und den Australian Open sehr wohl Damenmatche als Night Session abgehalten werden.

## Plätze

Erweiterung des Areals im Jardin des Serres d’Auteuil (rot umrandet)

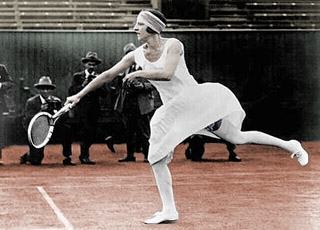
Suzanne Lenglen mit Plisseerock (1920)

Der Center Court im Stade Roland Garros ist nach Philippe Chatrier (1926–2000) benannt, dem einstigen Präsidenten der Fédération Française de Tennis. Die vier Haupttribünen sind nach den Namen der vier Musketiere benannt. Zwei weitere Plätze tragen die Namen der französischen Spielerinnen Suzanne Lenglen (1899–1938) und Simonne Mathieu (1908–1980). Aufgrund der deutlich geringeren Kapazität der Anlage, die im Vergleich zu anderen Grand-Slam-Turnieren nicht einmal halb so groß war und auch eine deutlich geringere Zuschauerkapazität aufwies, wurde immer wieder ein Umzug der French Open diskutiert. Ausbaupläne stießen jedoch zunächst auf Widerstand der Anwohner und Umweltschützer.
Im Jahr 2011 wurde beschlossen, am traditionellen Ort zu bleiben und dort unter anderem ein neues Stadion entlang der historischen Gewächshäuser zu errichten. Das Projekt wurde schließlich 2018 trotz zahlreicher Proteste begonnen. Der Court Philippe-Chatrier wurde 2019 umfassend saniert, bekam 2020 ein ausfahrbares Dach und neue Sitze. Der Court Simonne Mathieu wurde neu im Jardin des Serres d’Auteuil (französisch „Garten der Gewächshäuser von Auteuil“), einem Teil des Pariser botanischen Gartens, gebaut und besitzt eine Kapazität von 5.000 Plätzen, Court No. 1 wurde abgerissen. Die Gesamtfläche des Areals wurde von 8 Hektar auf 12,5 Hektar (= 125.000 m²) erweitert. Insgesamt stehen 18 Tennisplätze zur Verfügung.
Am 26. Mai 2024 wurde der vom französischen Stararchitekten Dominique Perrault umgebaute Suzanne-Lenglen-Court eingeweiht, dessen Kapazität auf 10.068 Plätze erweitert wurde und so wie vier Jahre zuvor der Center Court Philippe Chatrier, ein ausfahrbares Dach bekommen hat. Das faltbare Dach, eine Art waagerechte Plisseeanlage, soll an die Falten des von Jean Patou entworfenen Tennisrocks von Suzanne Lenglen erinnern. Es kann bei Regen in 15 Minuten geschlossen werden.
In allen Stadien zusammen stehen 38.401 Sitzplätze zur Verfügung. An elf Tagen finden zusätzlich sogenannte Nightsessions (Nachtveranstaltungen) statt, an denen unter Flutlicht gespielt wird.

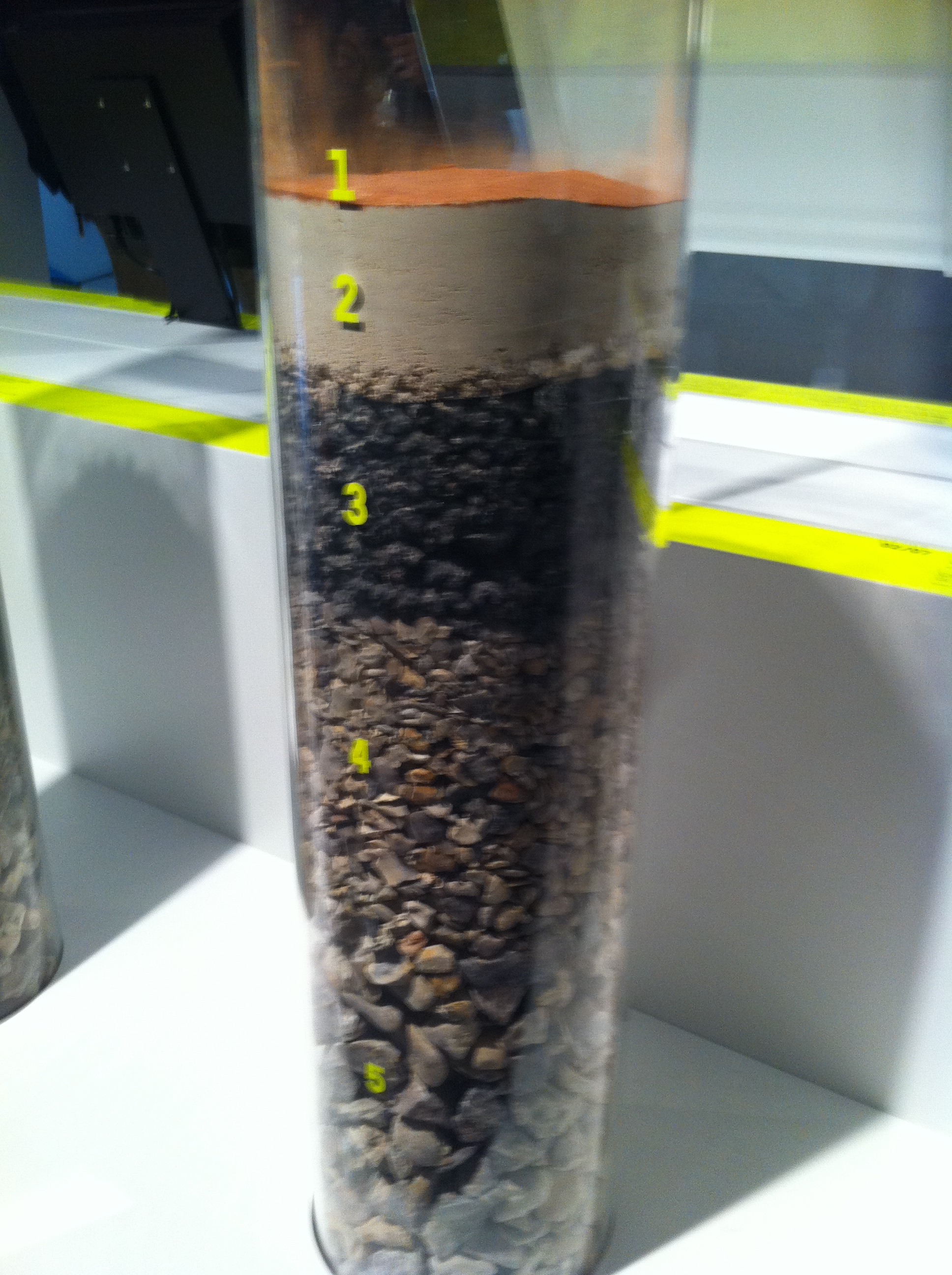
Aufbau des Sandplatzes

Aufgrund des harten Untergrunds und dem relativ losen „Sand“ mit einer Körnung von 0,1 mm sind die Plätze rutschig und nehmen den Spin sehr gut an. Der Untergrund des Tennisplatzes besteht aus einer Gesamtdicke von 80 Zentimetern, die aus fünf Schichten besteht, aus einer zwei Zentimeter dicken Schicht aus rotem Ziegelstaub, einer sieben bis zehn Zentimetern dicken Schicht aus gebrochenem weißem Kalkstein, darunter eine sieben bis acht Zentimeter dicke Schicht Klinker (Kohlerückstände), 30 Zentimeter gebrochenem Schotter und darunter Drainage-Gestein. Pro Platz werden 1,1 Tonnen roten Sands benötigt, für den größten Platz des Philippe-Chartier-Stadions werden 1,5 Tonnen benötigt. Während eines Matches wird das Spielfeld nach jedem Satz abgezogen und die Linien abgebürstet. Nach jedem Match wird der Platz gewässert. 186 Personen sind während des Turniers mit der Platzpflege beschäftigt.
Im Jardin des Mousquetaires (französisch Garten der Musketiere), der sich neben dem Court Phillippe Chatrier befindet, wurden 2021 neue Skulpturen errichtet, um die Stars zu ehren, die die Geschichte des Stadions und des Turniers geschrieben haben. Dort stehen die Bronzestatuen des 14-fachen Turniersiegers Rafael Nadal, des Fliegers Roland Garros (der dem Stadion seinen Namen gab) und der vier Musketiere (die das Stadion gebaut haben) Jean Borotra, Jacques Brugnon, Henri Cochet und René Lacoste. Sie stehen inmitten eines Areals, in den das Public Viewing der Begegnungen im Court Philippe Chatrier übertragen wird. Ein Teil des Jardin des Mousquetaires ist hierfür mit Liegestühlen bestückt. Seit 2025 wird ein Public Viewing auch außerhalb des Turniergeländes bei freiem Eintritt am Place de la Concorde durchgeführt. 

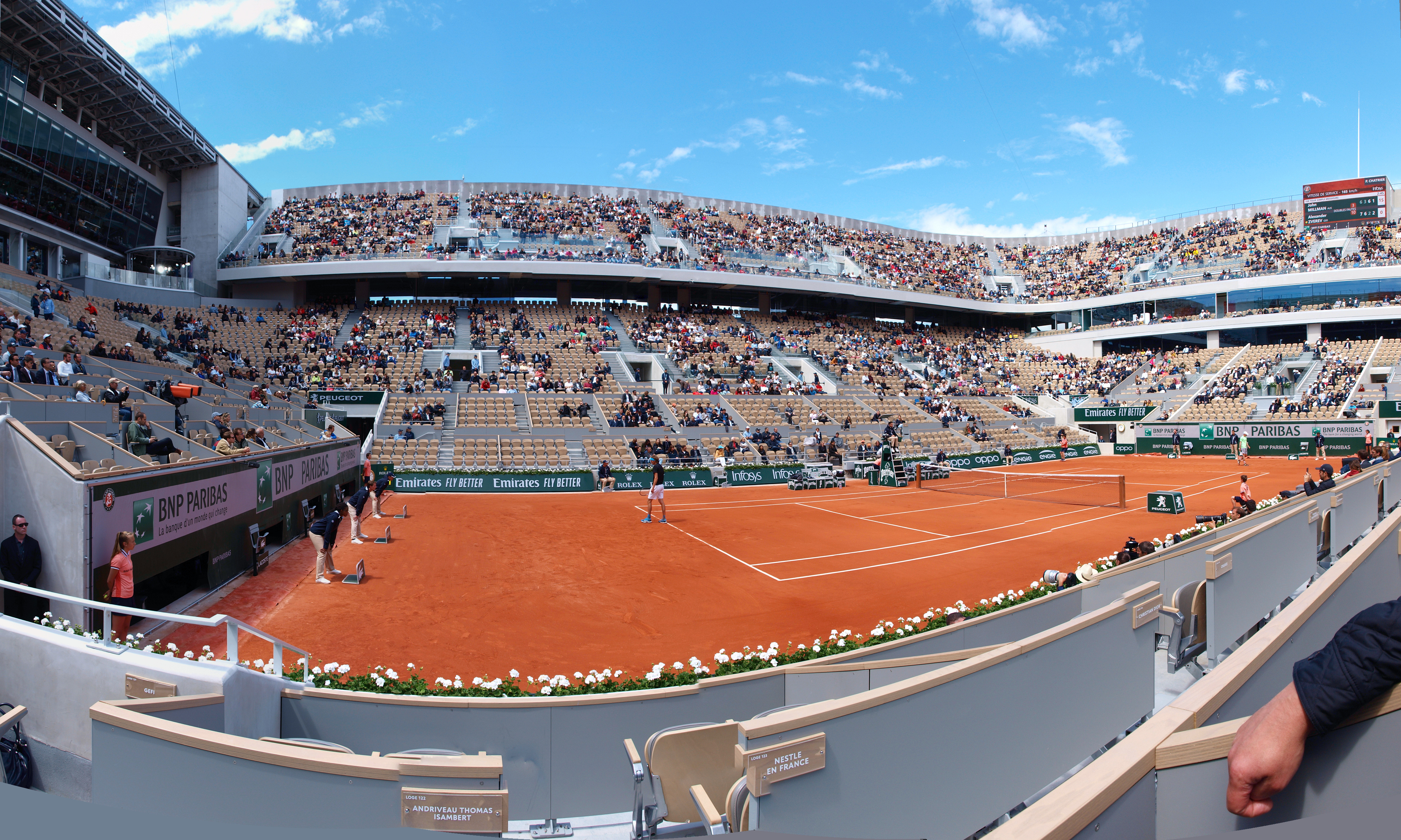
Der Court Philippe Chatrier (2019) mit 15.225 Plätzen
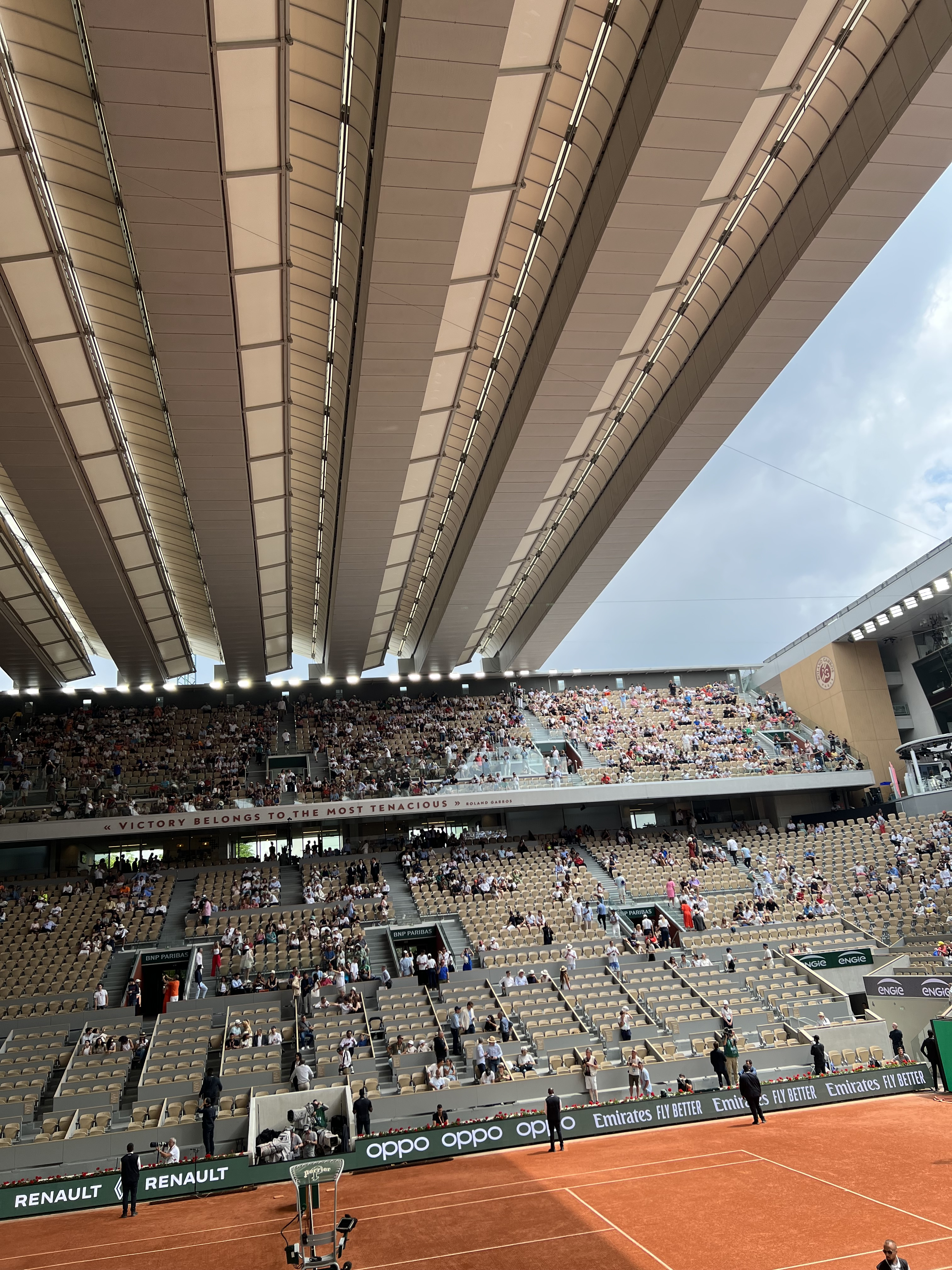
Court Philippe Chatrier mit neuer Überdachung, 2023
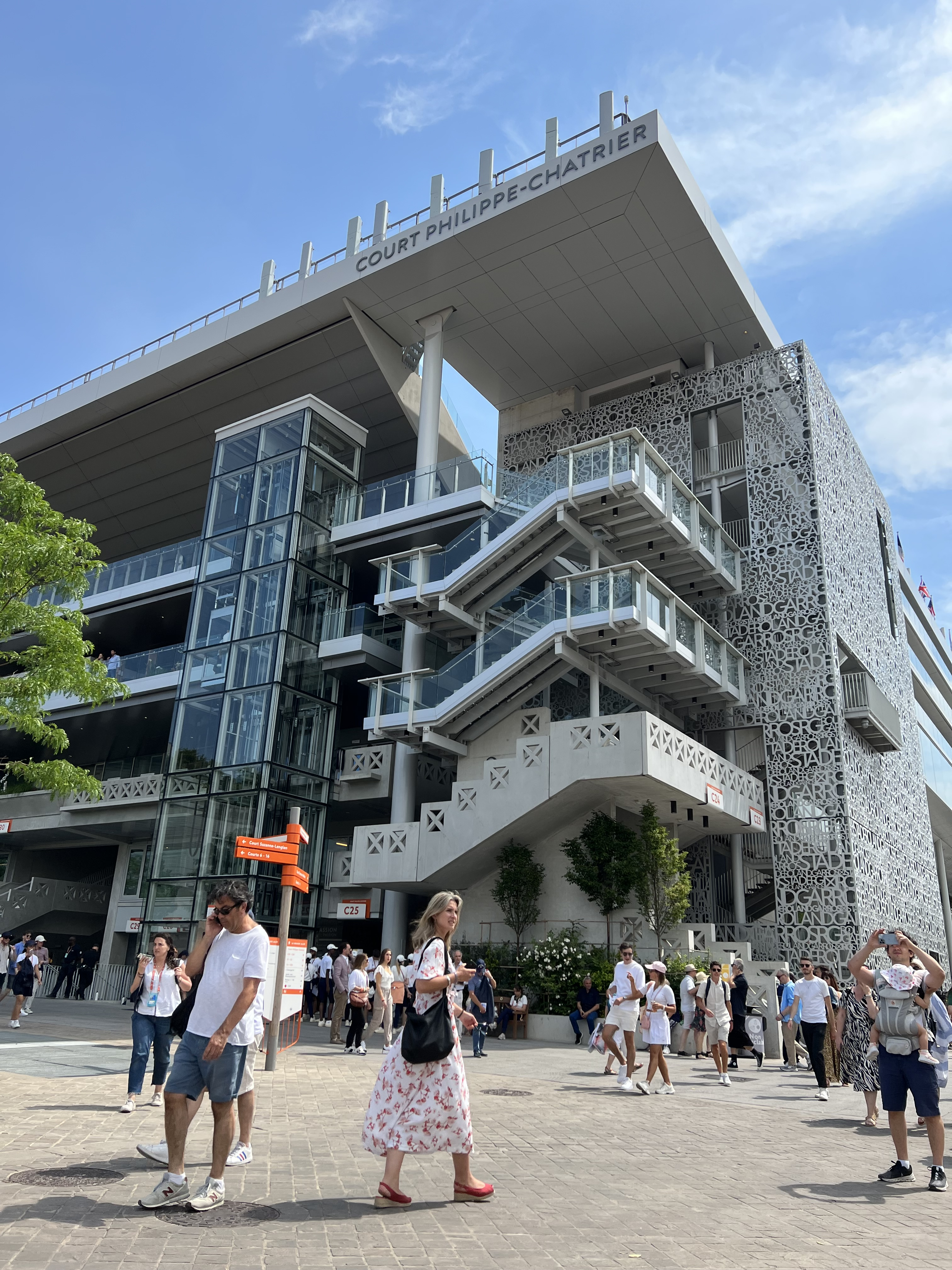
Außenansicht Court Philippe Chatrier 2023
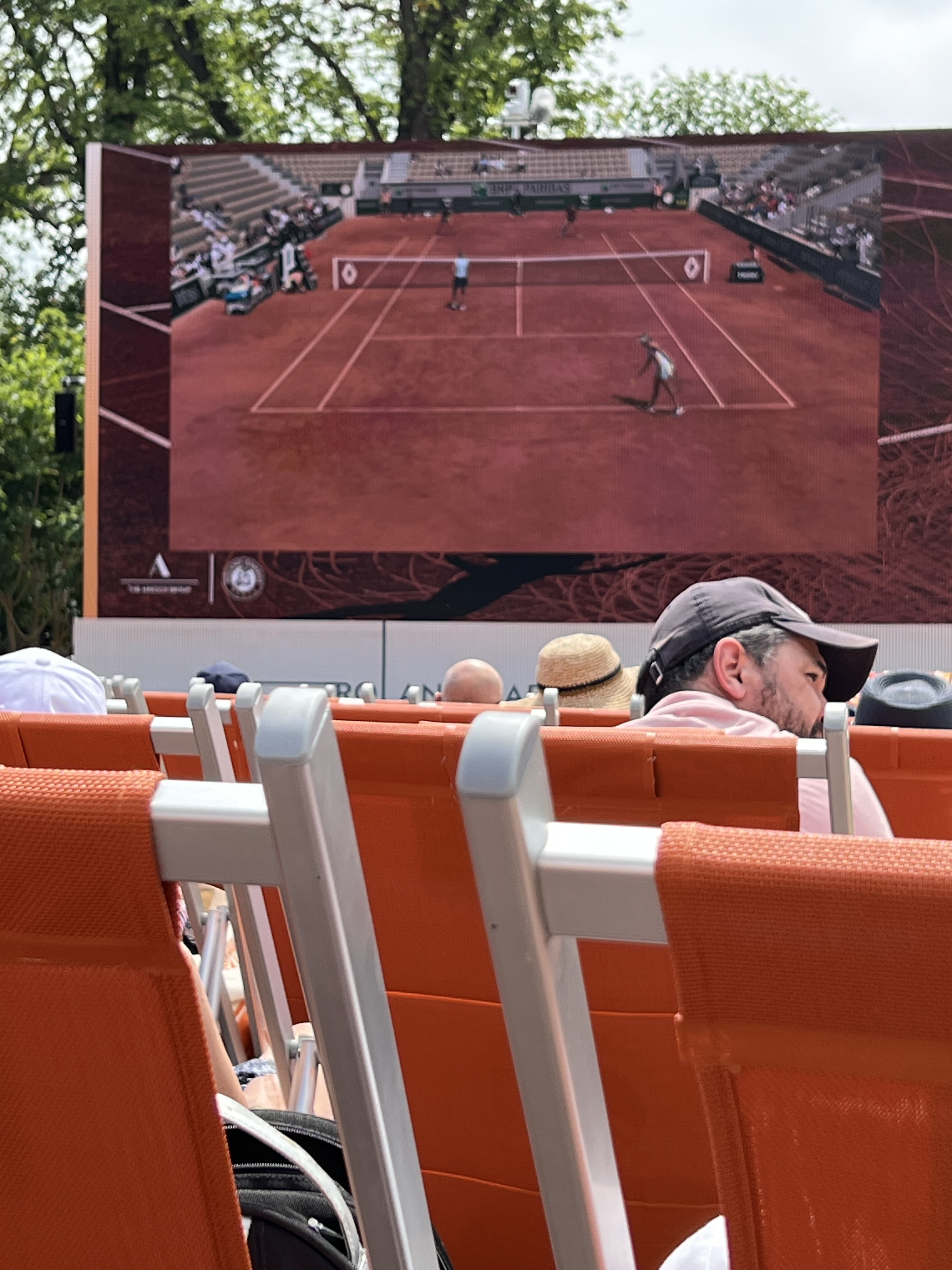
Public Viewing in Roland Garros
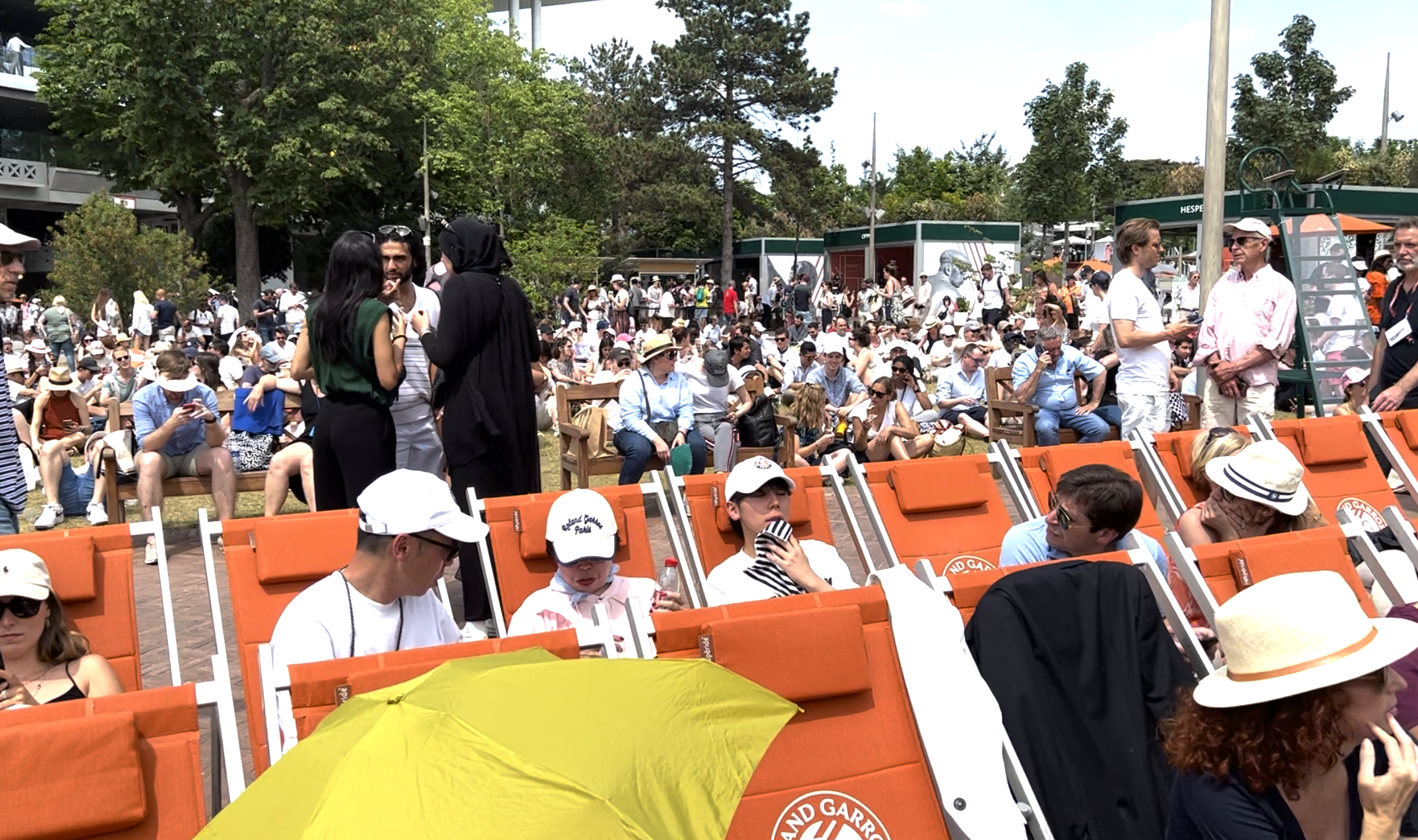
Zuschauer beim Public Viewing in Roland Garros
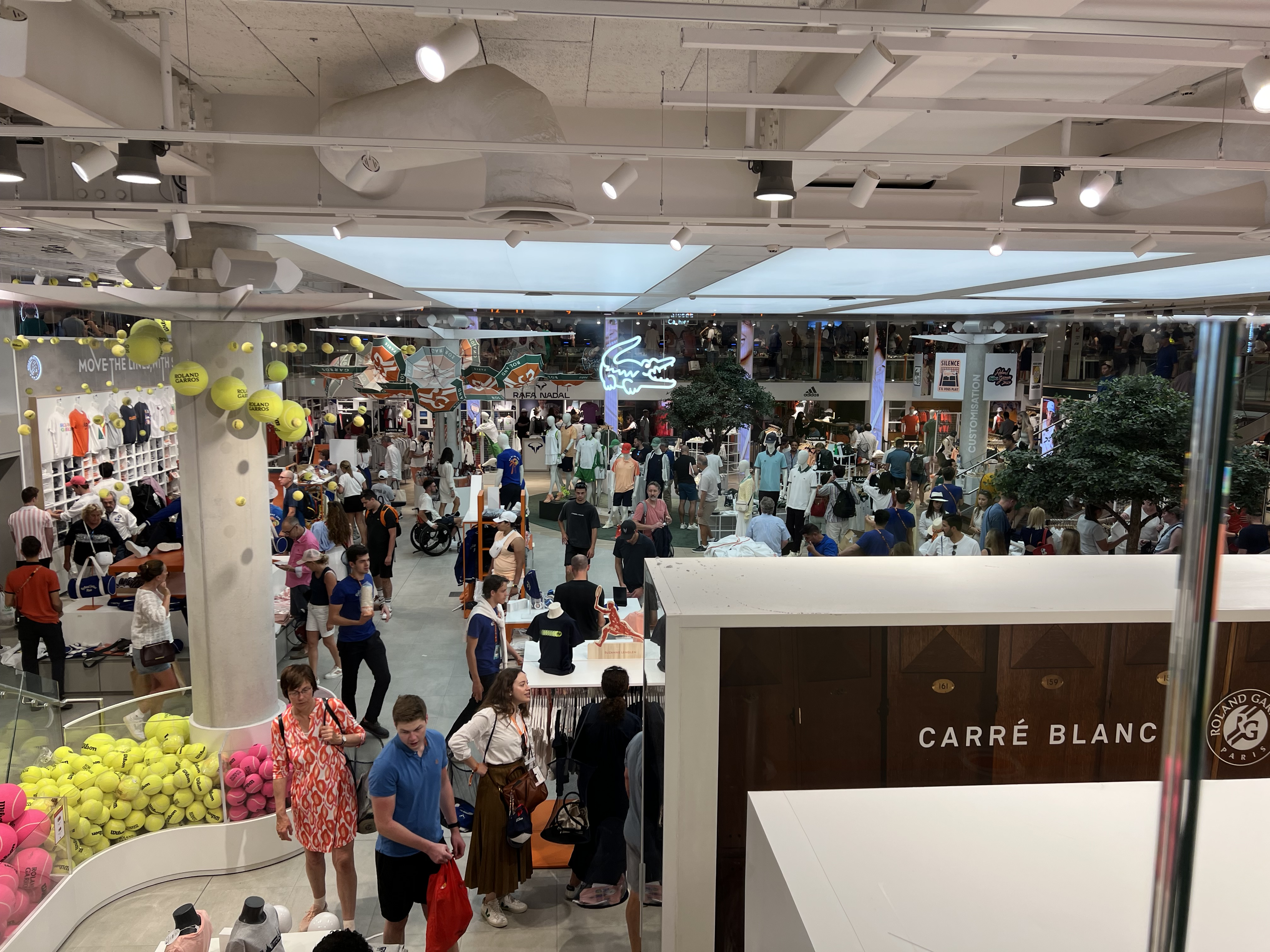
Souvenirladen „La grande Boutique“ in Roland Garros 2023
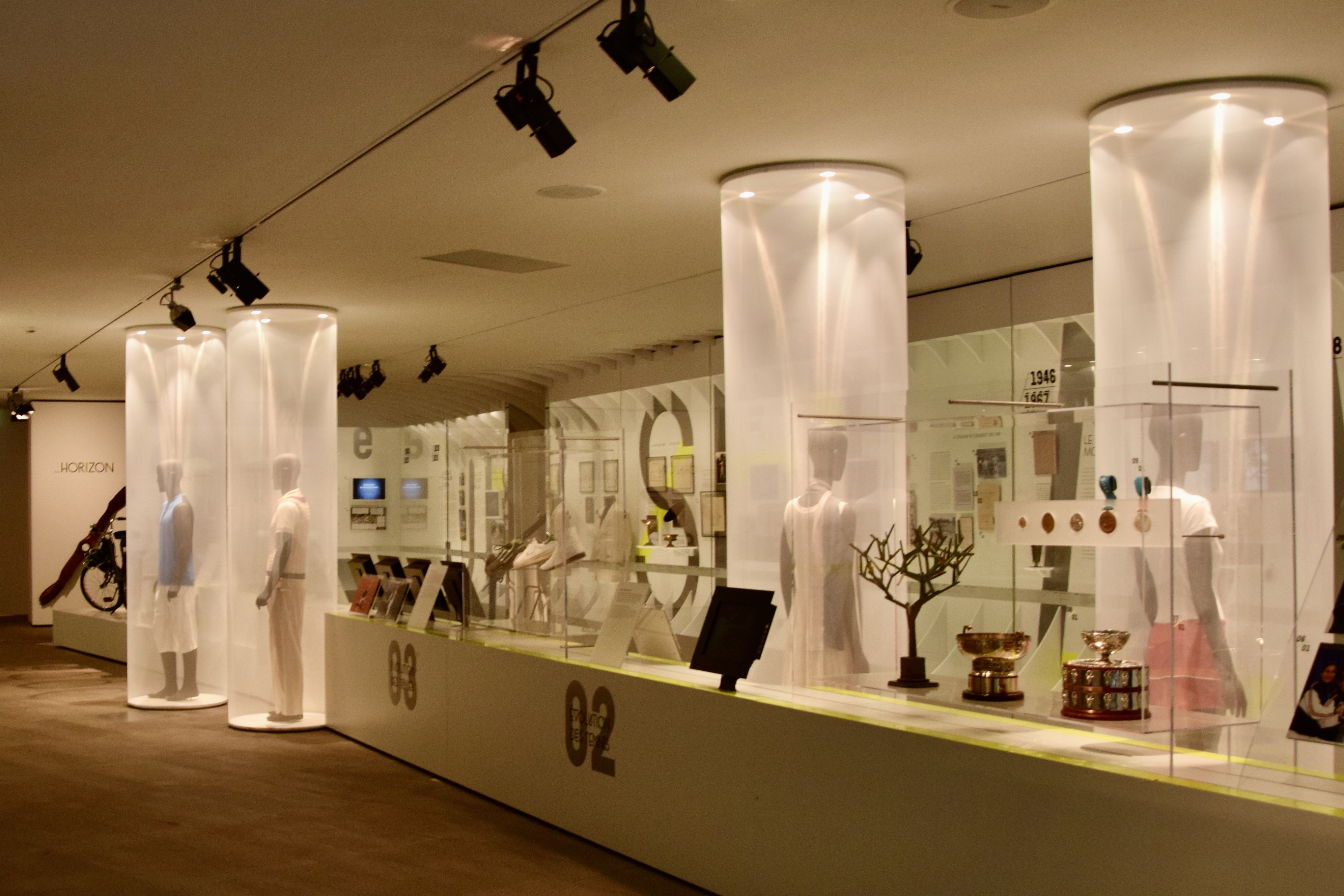
Tenniseum, offizielles Tennismuseum der Fédération Française de Tennis in Roland Garros,
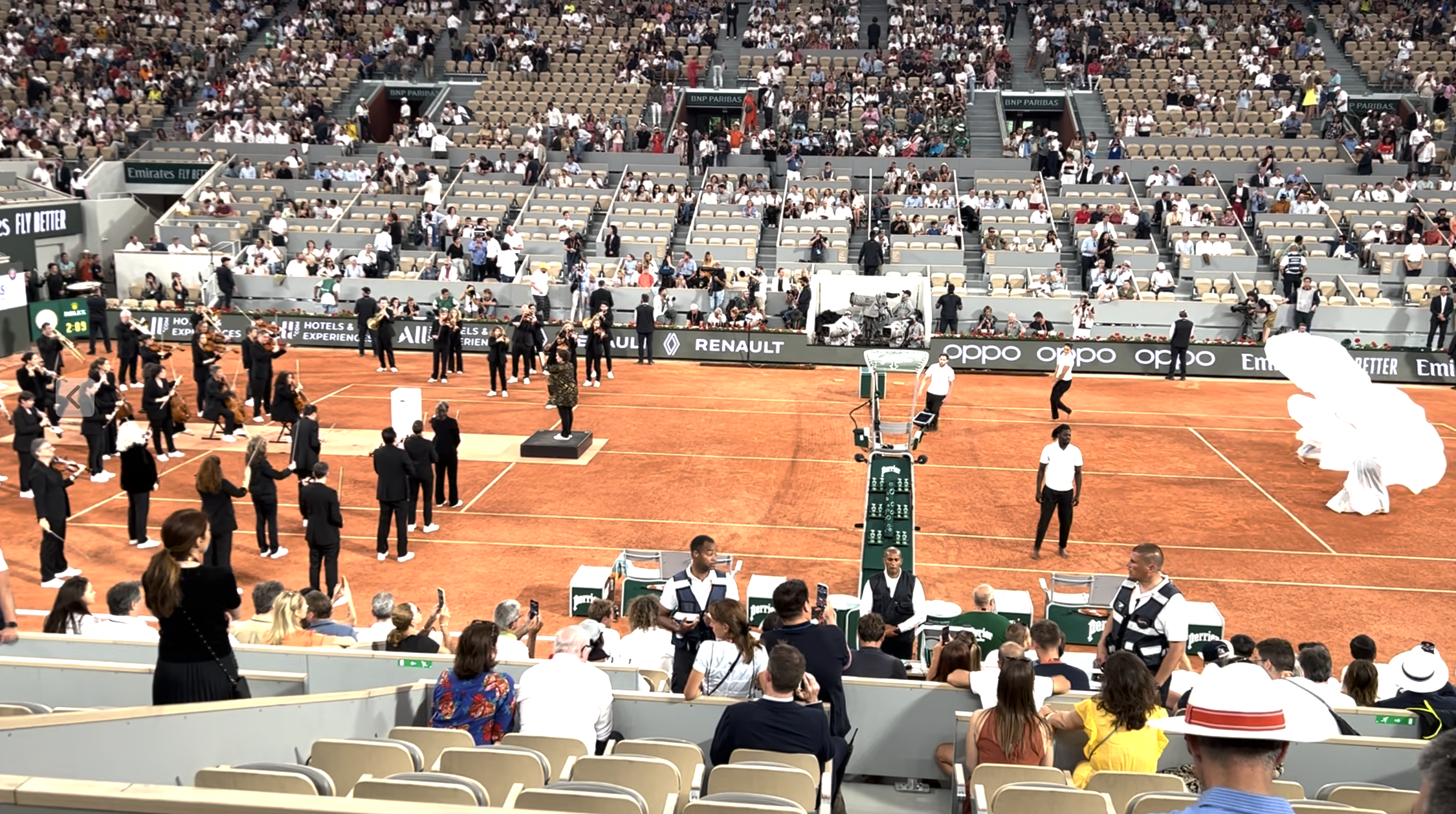
Eröffnungszeremonie vor dem Herren-Einzel-Finale mit dem Serpentinentanz nach einer Choreographie von Loïe Fuller und dem Divertimento Orchester (Dirigentin: Zahia Ziouani) zum Boléro von Maurice Ravel, 11. Juni 2023
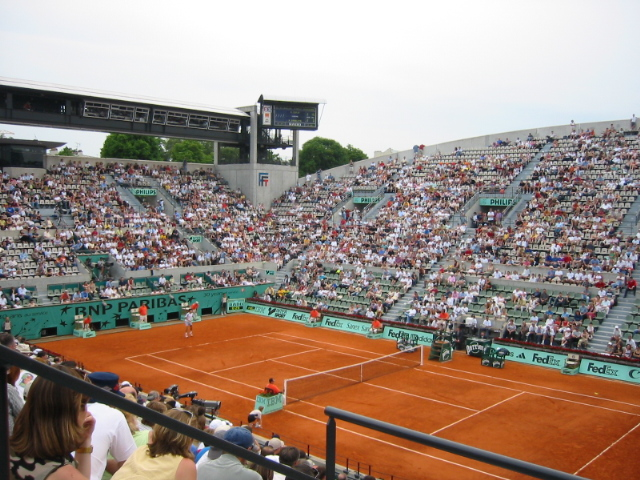
Der Court Suzanne Lenglen mit 10.056 Plätzen (2003)
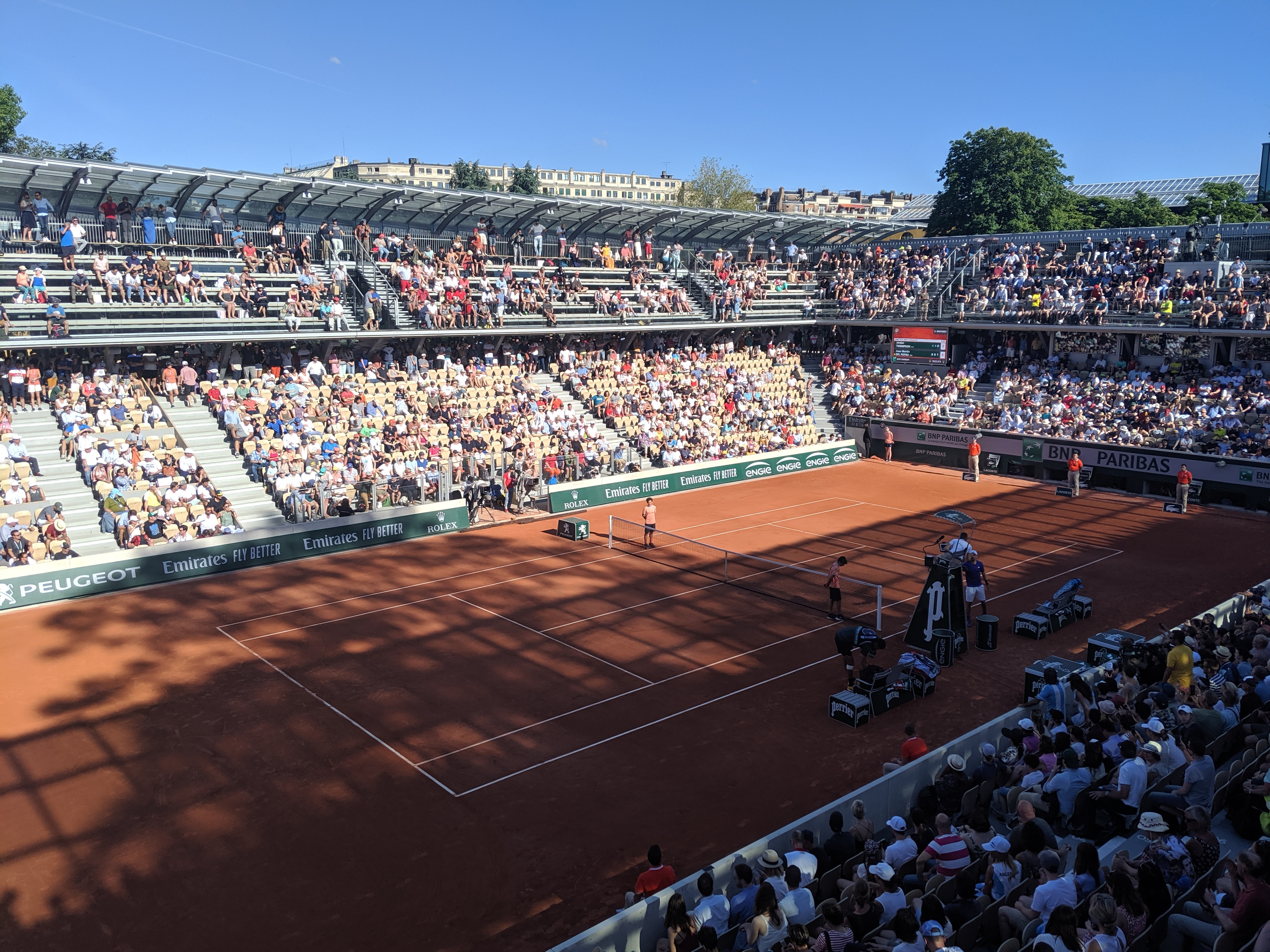
Der 2019 eröffnete Court Simonne Mathieu mit 5000 Plätzen (Juni 2019)
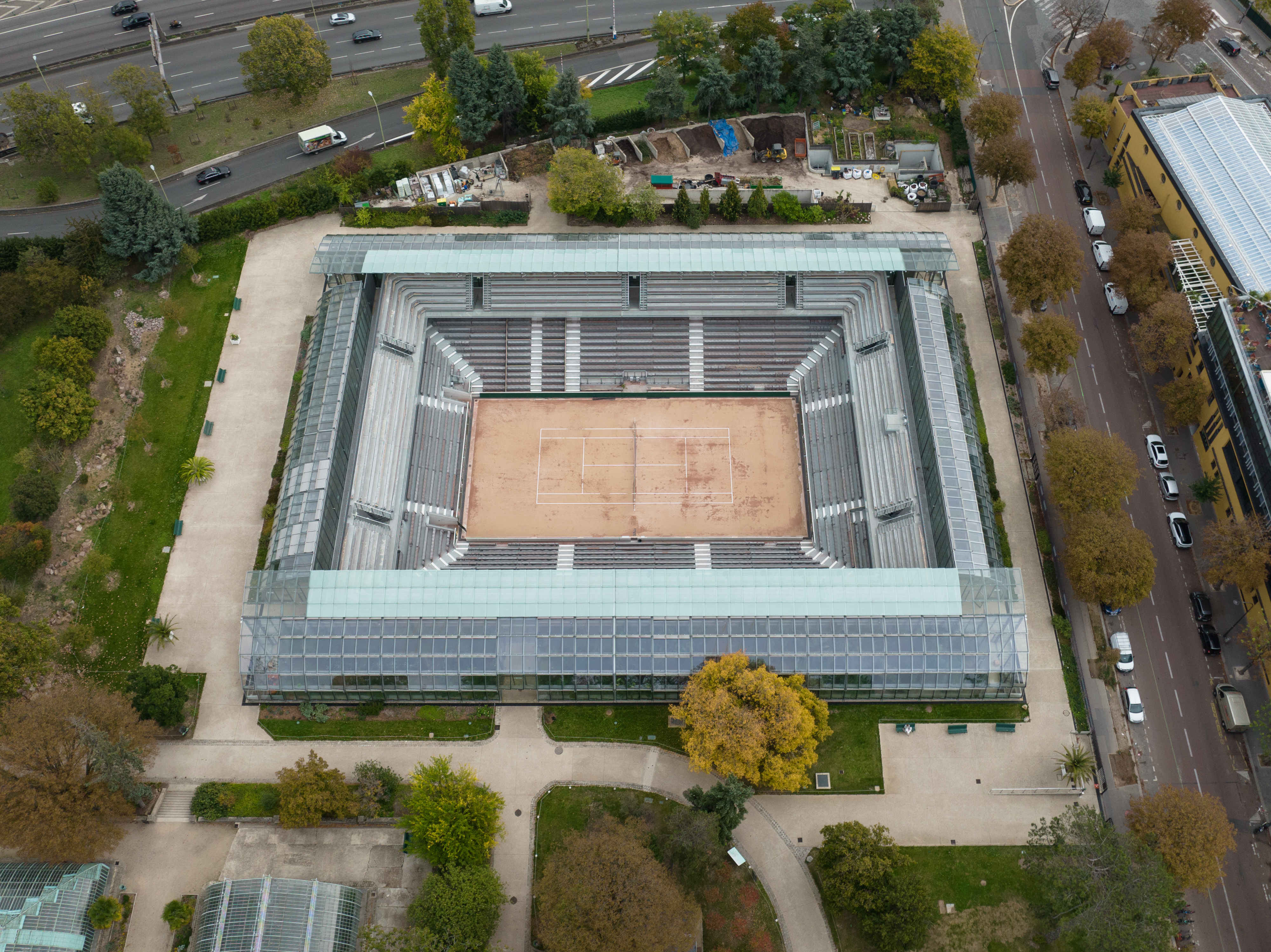
Court Simonne Mathieu, 2022
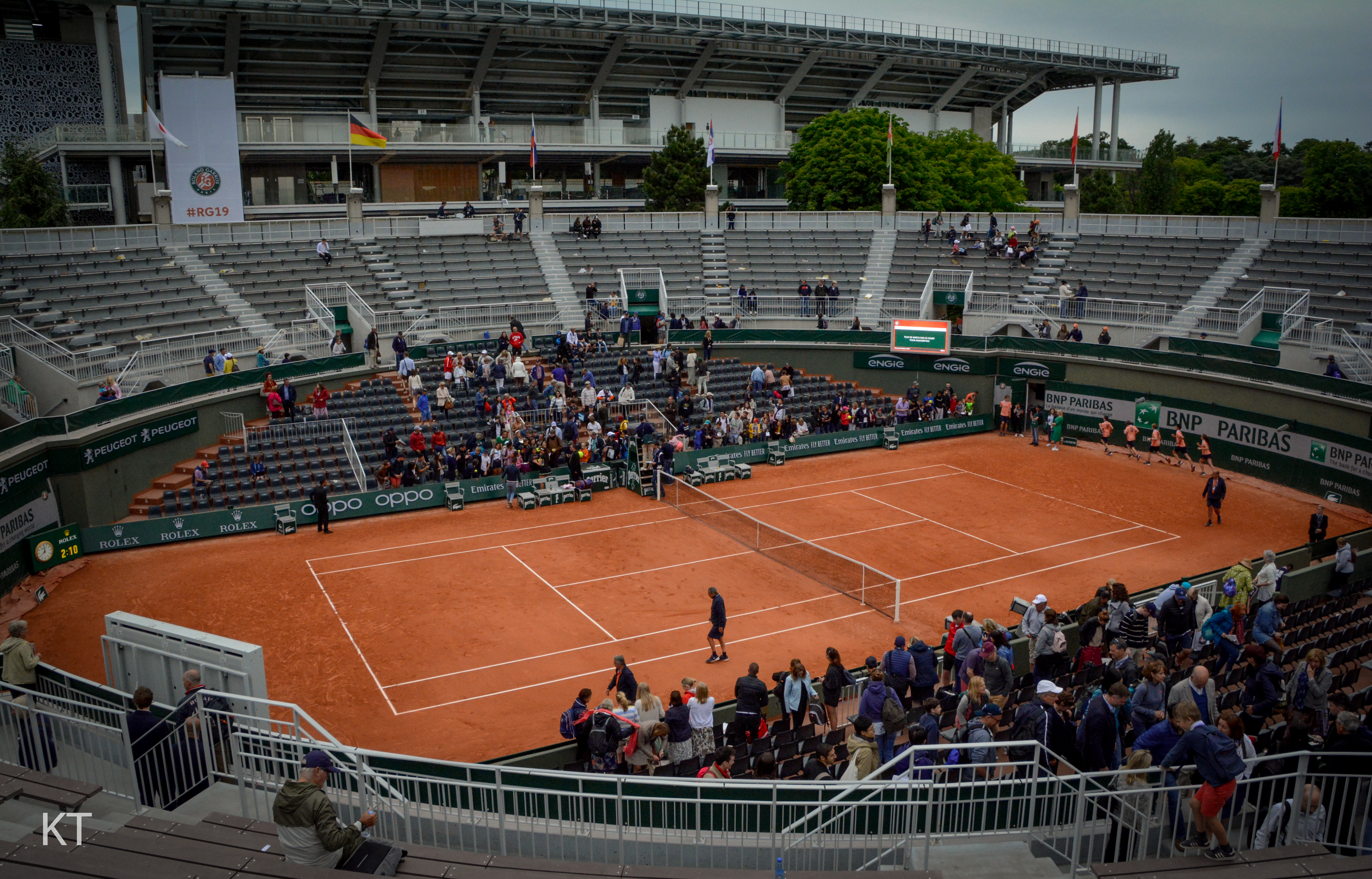
Der 2019 abgerissene Court n°1 (Mai 2019). Er war wegen seiner Form als Stierkampfarena bekannt.
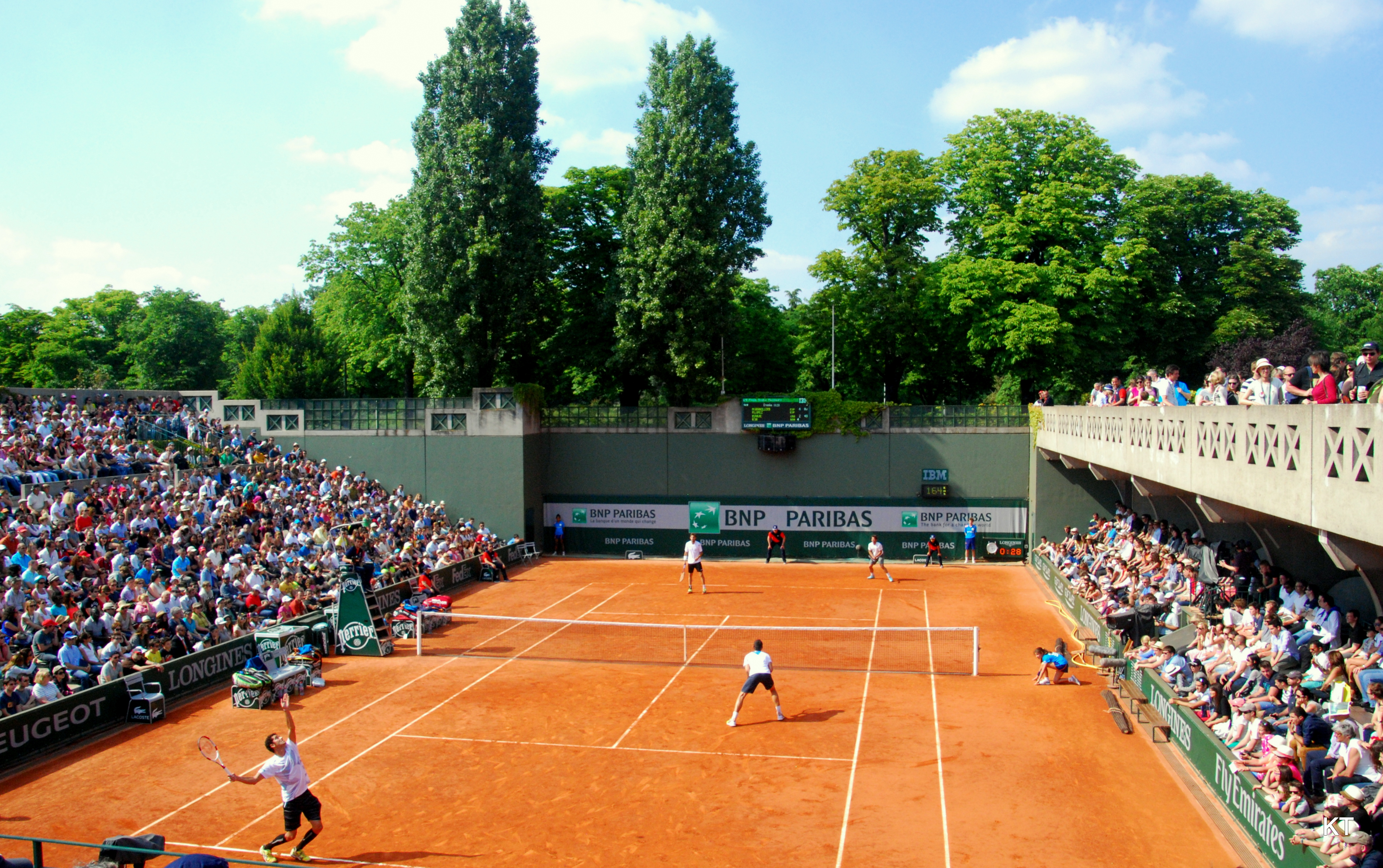
Court n°2 (2014)
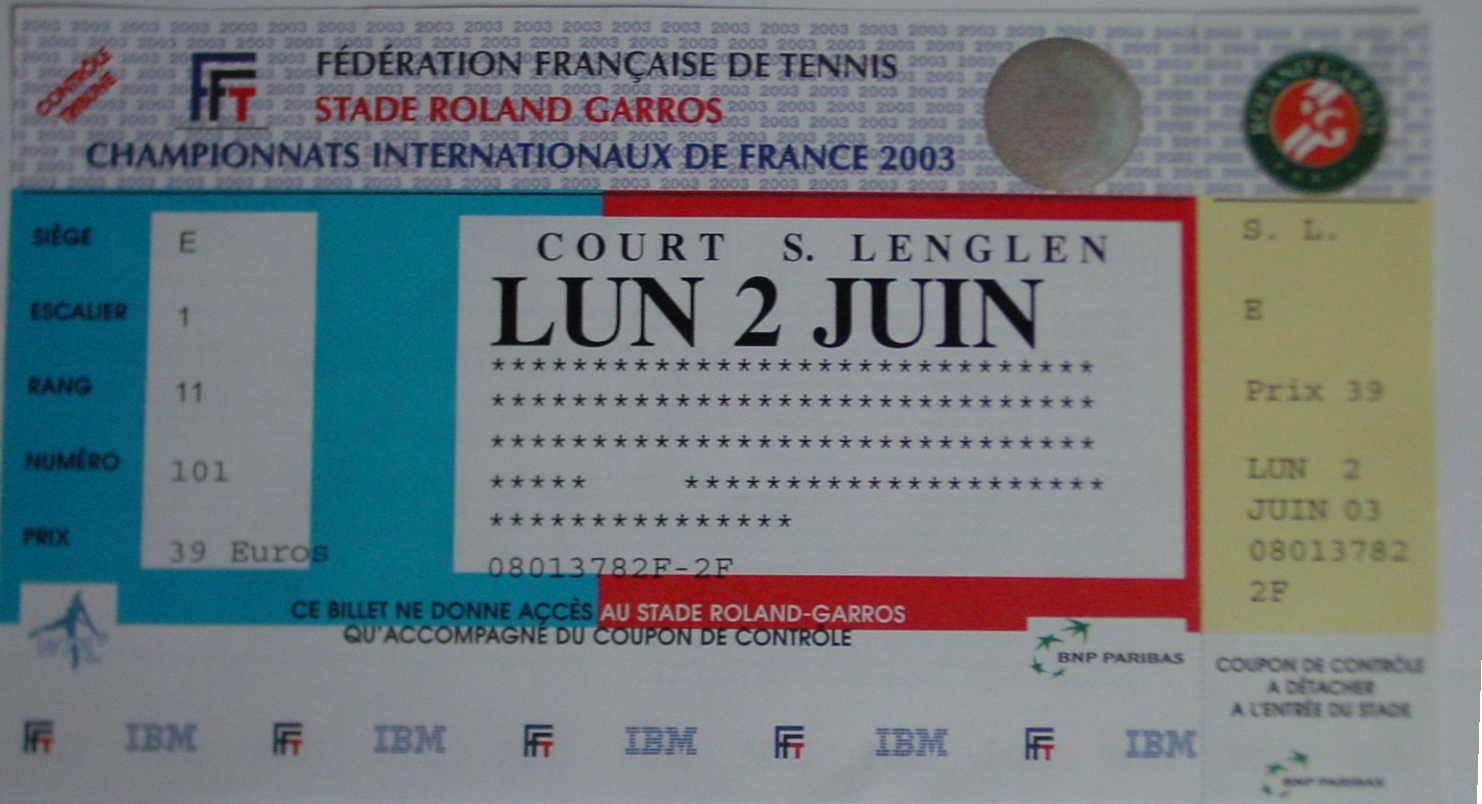
Eintrittskarte von 2003
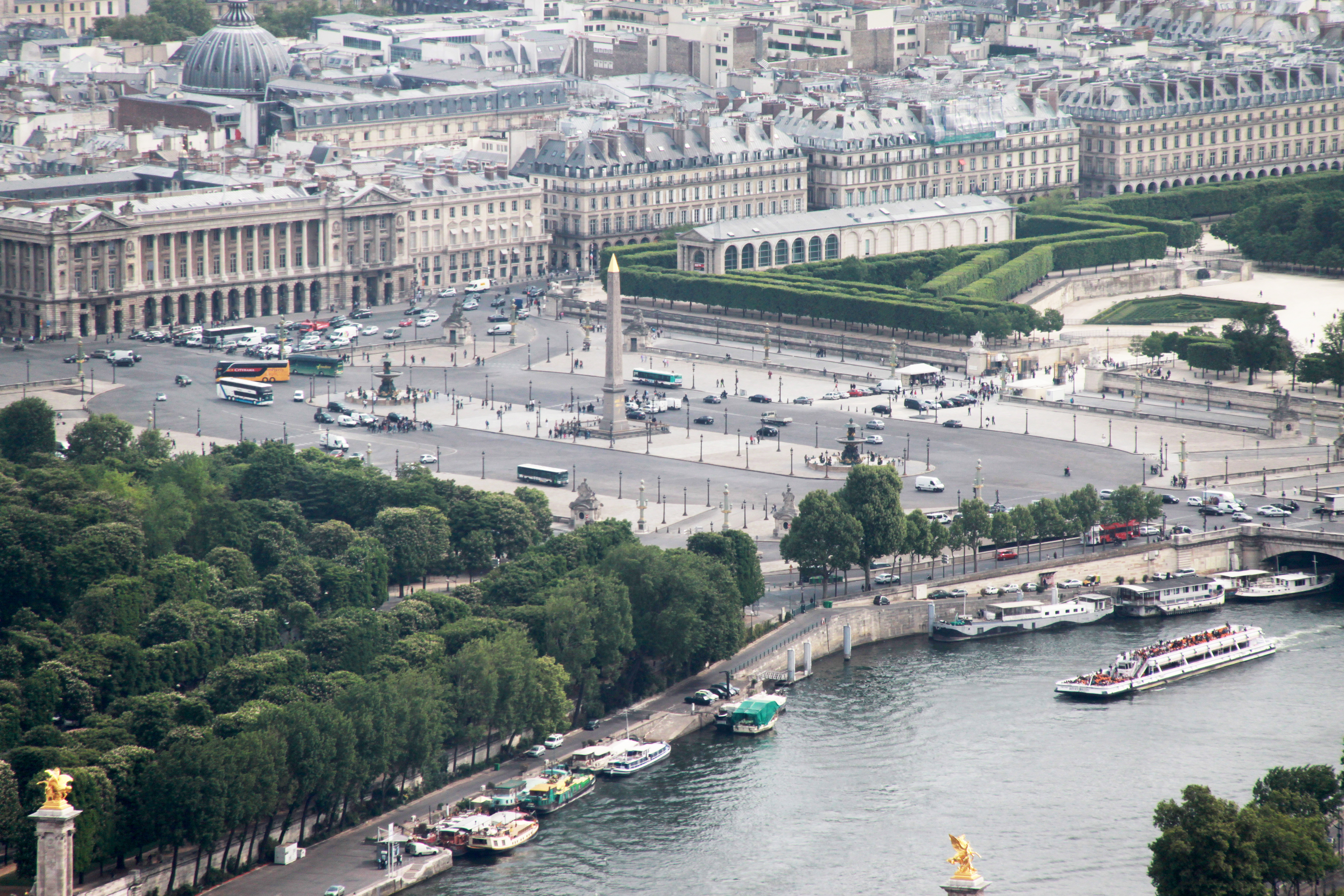
Place de la Concorde

## Rekorde
Herren:
- Einzel: Rafael Nadal (Spanien), 14
- Einzeltitel in Folge: Rafael Nadal, 5
- Doppel: Roy Emerson (Australien), 6
- In sämtlichen Wettbewerben: Henri Cochet (Frankreich), 10 Titel (5 Einzel, 3 Doppel, 2 Mixed)

Damen:
- Einzel: Chris Evert (USA), 7
- Einzeltitel in Folge: Helen Wills Moody (USA), Hilde Sperling (Deutschland), Monica Seles (Jugoslawien), Justine Henin (Belgien) und Iga Świątek (Polen), 3
- Doppel: Martina Navratilova (Tschechoslowakei/USA), 7
- In sämtlichen Wettbewerben: Margaret Court (Australien), 13 (5 Einzel, 4 Doppel, 4 Mixed)

Jüngste Einzel-Sieger:
- Herren: Michael Chang (1989): 17 Jahre, 3 Monate
- Damen: Monica Seles (1990): 16 Jahre, 6 Monate

Älteste Einzel-Sieger:
- Herren: Novak Đoković (2023): 36 Jahre, 20 Tage
- Damen: Serena Williams (2015): 33 Jahre, 8 Monate

Schnellste Aufschläger
- Herren
  - Fernando Verdasco, 2009, 232,0 km/h (144,2 mph)

(Als schnellster Aufschläger aller Zeiten wird John Isner mit 253 km/h (157,2 mph) beim Davis Cup 2016 geführt.)
- Damen
  - Julia Görges, 2012, 203,0 km/h (126,1 mph)
  - Ana Ivanović, 2007, 201,0 km/h (124,9 mph)
  - Kristina Mladenovic, 2009, 200,0 km/h (124,3 mph)

(Als schnellste Aufschlägerin wird Sabine Lisicki mit 210,8 km/h (131,0 mph) in Bank of the West Classic 2014 geführt.)

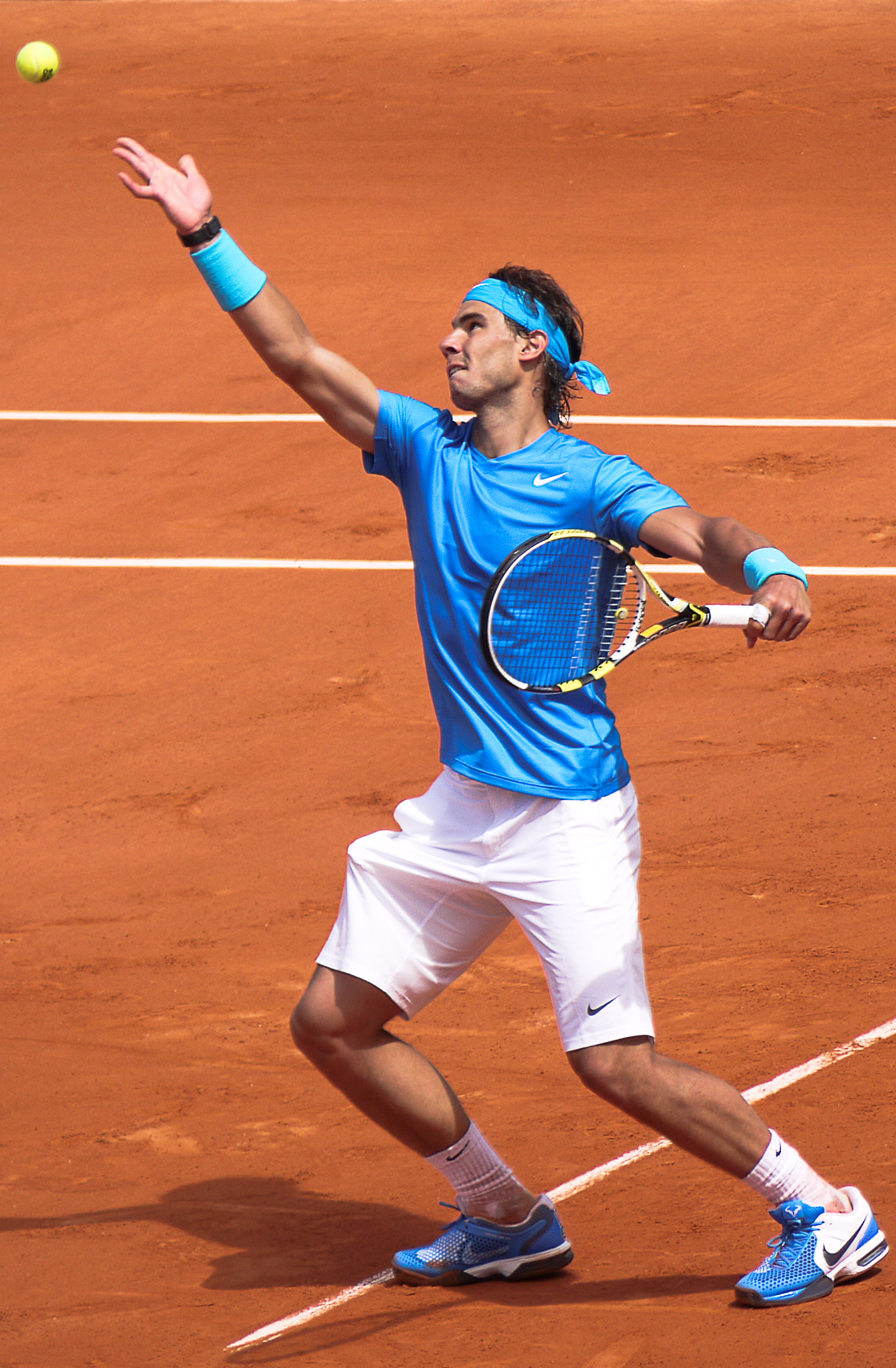
Rekordsieger im Herren-Einzel Rafael Nadal (zuletzt bei den French Open 2022), hier bei den French Open 2011
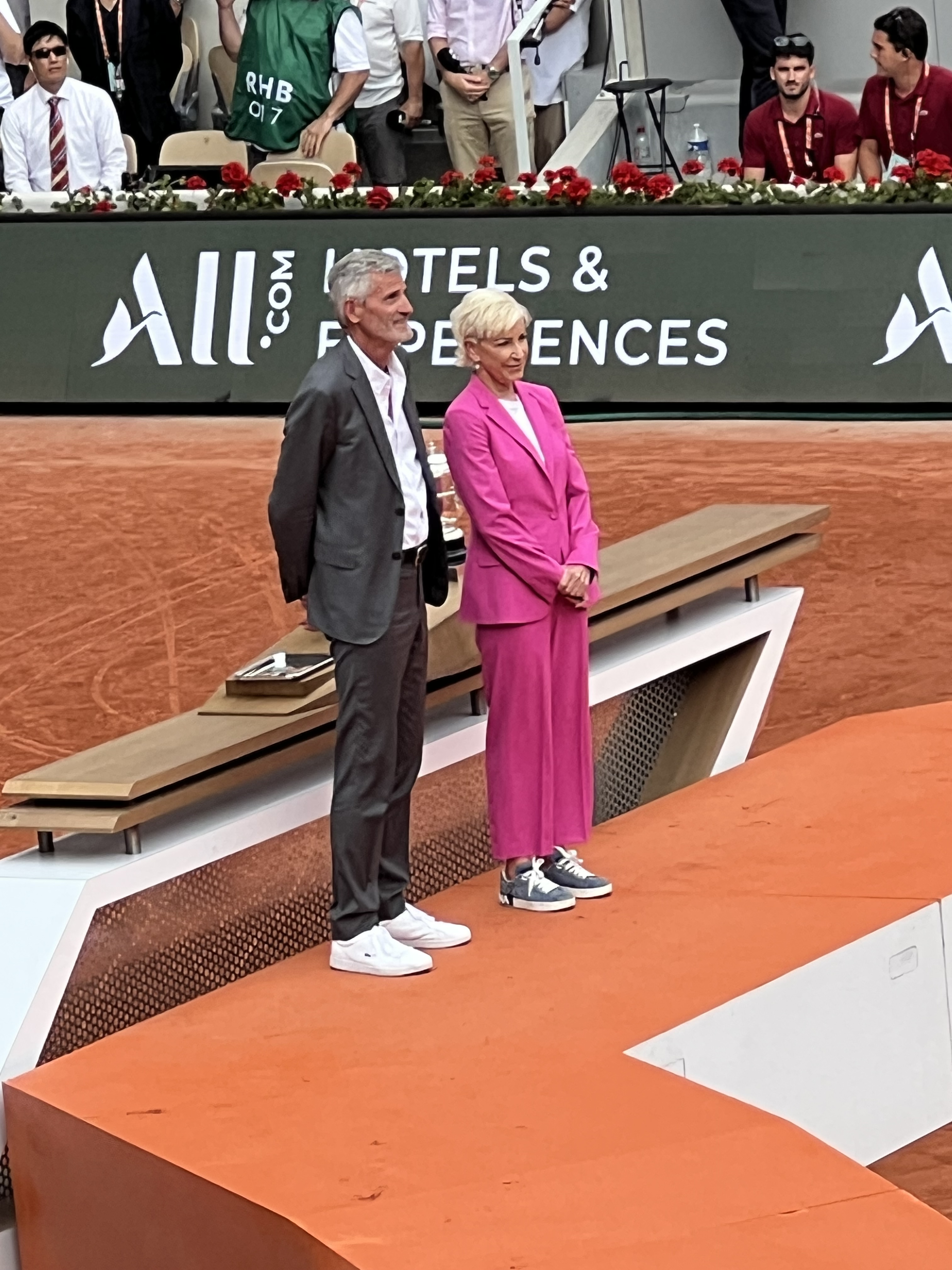
Chris Evert (68), Rekordsiegerin im Damen-Einzel (zuletzt bei den French Open 1986) und Gilles Moretton, Präsident der Fédération Française de Tennis; vor der Überreichung der Pokale an die French Open-Siegerin 2023 im Damen-Einzel, Iga Świątek und die Finalistin Karolína Muchová.
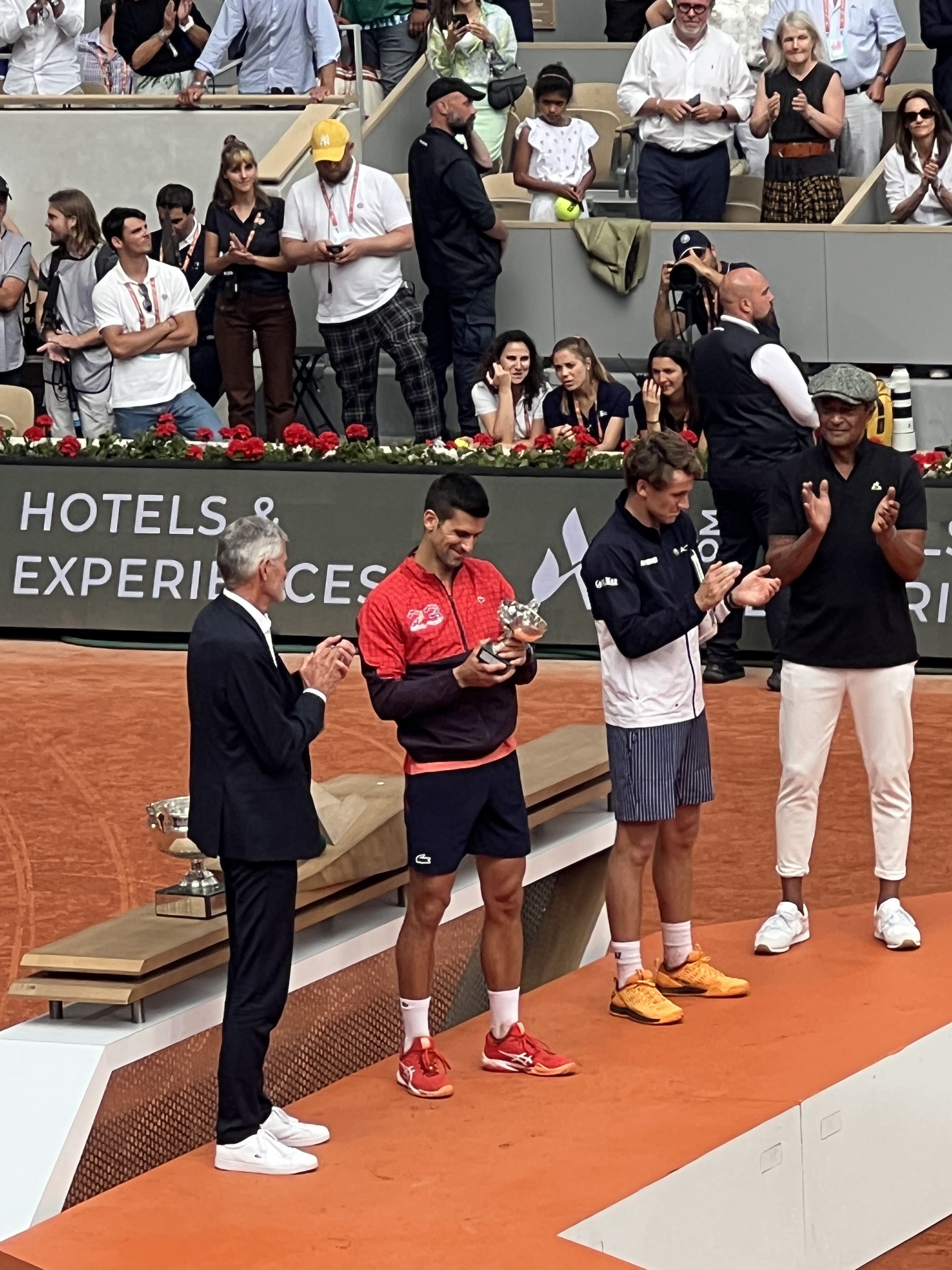
Siegerehrung French Open 2023 v.l.: Gilles Moretton; Novak Đoković, der älteste Sieger im Herren-Einzel der French Open, 11. Juni 2023; Casper Ruud, Finalist; den Pokal „Coupe des Mousquetaires“ überreichte Yannick Noah (63), der letzte französische Sieger der French Open 1983.
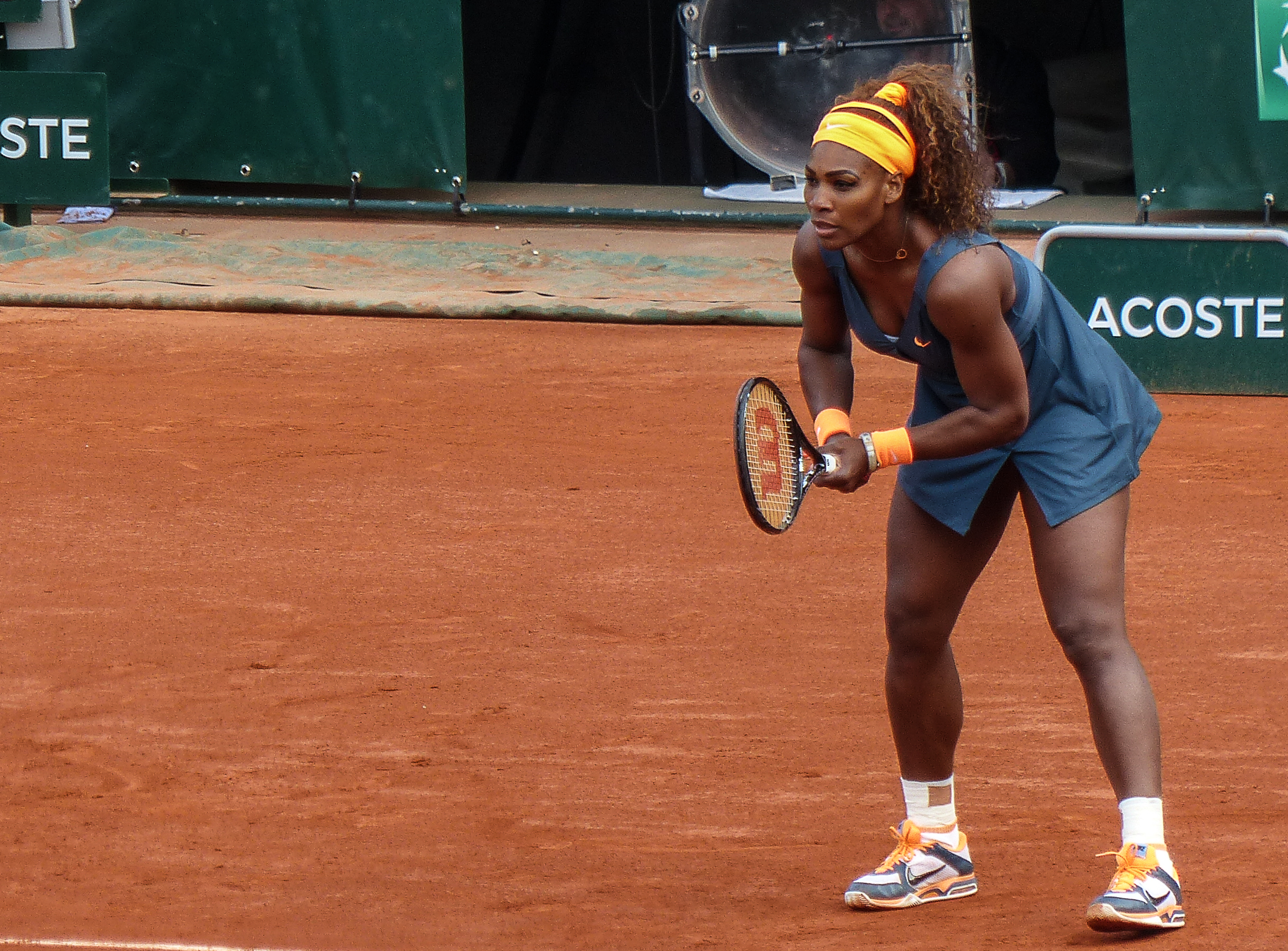
Serena Williams, die älteste Siegerin der French Open (zuletzt bei den French Open 2015)

## Gewinner aus dem deutschsprachigen Raum
Elf Deutsche, sieben Schweizer und zwei Österreicher konnten die French Open bisher gewinnen:
| Sieger                      | Wettbewerb                                          | Anzahl Siege | Jahre                                                                  |
| --------------------------- | --------------------------------------------------- | ------------ | ---------------------------------------------------------------------- |
| Gottfried von Cramm         | Herreneinzel Herrendoppel                           | 2 1          | 1934, 1936 1937 (mit Henner Henkel)                                    |
| Henner Henkel               | Herreneinzel Herrendoppel                           | 1            | 1937 1937 (mit Gottfried von Cramm)                                    |
| Cilly Aussem                | Dameneinzel Mixed                                   | 1            | 1931 1930 (mit Bill Tilden)                                            |
| Hilde Sperling              | Dameneinzel                                         | 3            | 1935, 1936, 1937                                                       |
| Steffi Graf                 | Dameneinzel                                         | 6            | 1987, 1988, 1993, 1995, 1996, 1999                                     |
| Christian Winzer            | Herrendoppel                                        | 1            | 1895 (mit André Vacherot)                                              |
| Kevin Krawietz Andreas Mies | Herrendoppel                                        | 2            | 2019, 2020                                                             |
| Anna-Lena Grönefeld         | Mixed                                               | 1            | 2014 (mit Jean-Julien Rojer)                                           |
| Tim Pütz                    | Mixed                                               | 1            | 2023 (mit Miyu Katō)                                                   |
| Laura Siegemund             | Mixed                                               | 1            | 2024 (mit Édouard Roger-Vasselin)                                      |
| Roger Federer               | Herreneinzel                                        | 1            | 2009                                                                   |
| Stan Wawrinka               | Herreneinzel                                        | 1            | 2015                                                                   |
| Martina Hingis              | Damendoppel Mixed                                   | 2 1          | 1998 (mit Jana Novotná) 2000 (mit Mary Pierce) 2016 (mit Leander Paes) |
| Jakob Hlasek Marc Rosset    | Herrendoppel                                        | 1            | 1992                                                                   |
| Heinz Günthardt             | Herrendoppel Mixed                                  | 1            | 1981 (mit Balázs Taróczy) 1985 (mit Martina Navratilova)               |
| Lolette Payot               | Mixed                                               | 1            | 1935 (mit Marcel Bernard)                                              |
| Thomas Muster               | Herreneinzel                                        | 1            | 1995                                                                   |
| Maximilian Taucher          | Junioren-Rollstuhl-Einzel Junioren-Rollstuhl-Doppel | 1            | 2024 2024 (mit Ruben Harris)                                           |

## Trophäen

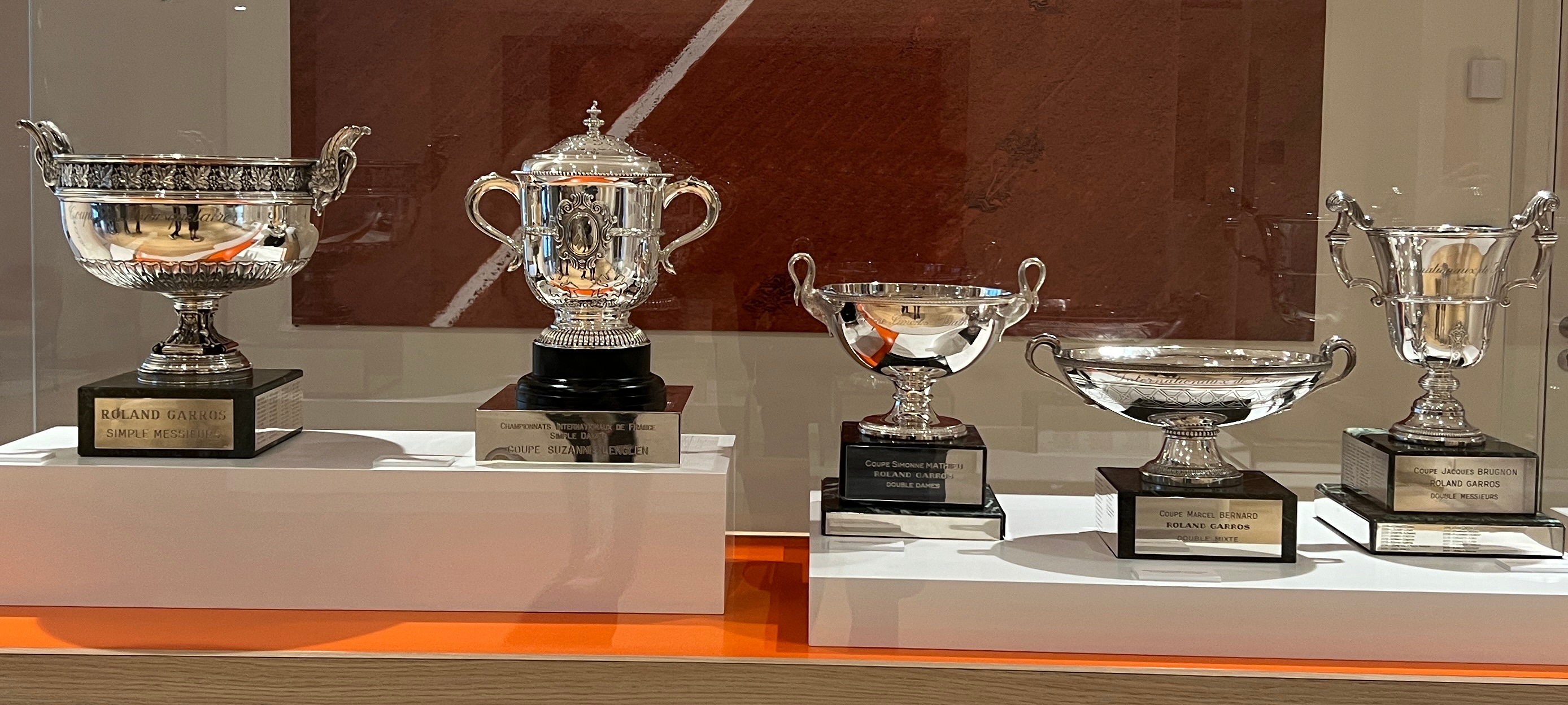
Trophäen der French Open (ausgestellt im Tenniseum von Roland Garros), v. l. n. r.:
- Den Coupe des Mousquetaires (1981) erhält der Sieger im Herreneinzel.
- Den Coupe Suzanne Lenglen (1987) erhält die Siegerin im Dameneinzel.
- Den Coupe Simonne Mathieu (1990) erhalten die Sieger im Damendoppel.
- Den Coupe Marcel Bernard (1990) erhalten die Sieger im Mixed.
- Den Coupe Jacques Brugnon (1989) erhalten die Sieger im Herrendoppel.

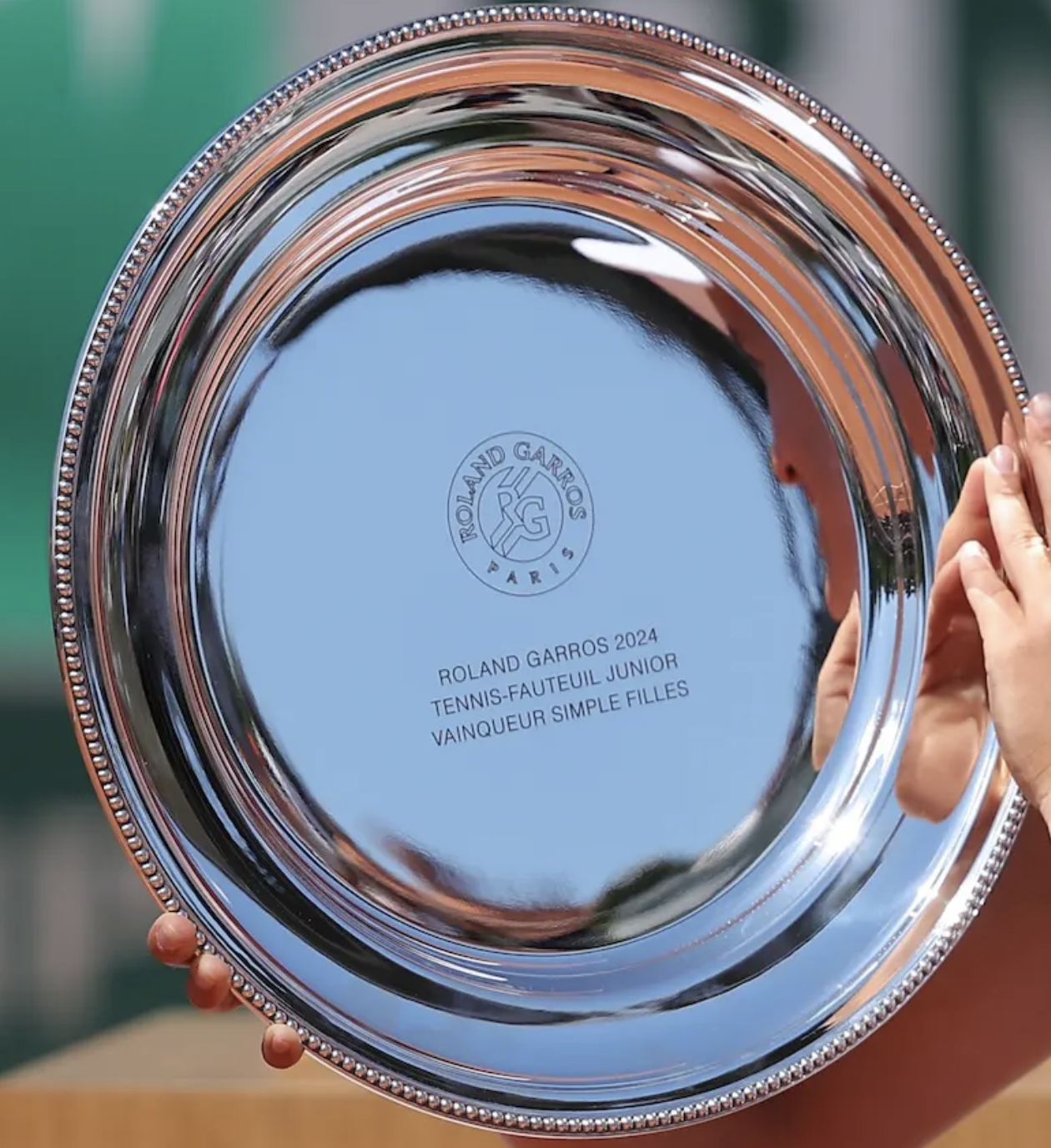
French Open 2024 Siegertrophäe Juniorinneneinzel-Rollstuhl

Im Jahr 1981 wollte Philippe Chatrier, Präsident des französischen Tennisverbandes, der Trophäe für den Sieger im Herreneinzel beim Roland-Garros-Turnier ein neues Aussehen verleihen. Es sollte die Siege der vier Helden („Musketiere“) des französischen Tennis, Jacques Brugnon, Jean Borotra, Henri Cochet und René Lacoste, symbolisieren.
Der neue Pokal ersetzt den zuvor verliehenen „Coupe Pierre Gillou“. Gillou (1880–1953) war Mannschaftskapitän der vier Musketiere und ebenso Präsident des französischen Tennisverbandes. Als Förderer und Investor spielte Gillou eine wichtige Rolle beim Bau des Stade Roland Garros, das 1928 eröffnet wurde. Die von ihm von den frühen 1930er Jahren bis zu seinem Tod erstellte jährliche Rangliste der weltbesten Tennisspieler, galt als wegweisend.
Philippe Chatrier vergab den Auftrag für den neuen Pokal an den französischen Juwelier Mellerio dits Meller, einem Pariser Schmuckhaus, das 1613 gegründet wurde und bis heute in der Rue de la Paix aktiv ist. Es ist das älteste Familienunternehmen Europas. Sie sind alle aus massivem Silber, wobei der größte Pokal, der Coupe des Mousquetaires 14 kg wiegt. In der Folge fertigte Mellerio dits Meller auch die übrigen vier Pokale. Die Namen der Sieger werden in den Sockel eingraviert. Sie werden bei den Siegerehrungen verliehen, bleiben jedoch im Eigentum der Fédération Française de Tennis. Die Sieger erhalten ein halb so großes Duplikat, das sie behalten dürfen. Dabei gab es eine Ausnahme: Rafael Nadal erhielt 2017 auf ausdrücklichen Wunsch der Fédération Française de Tennis zu seinem zehnten Sieg der French Open den Coupe des Mousquetaires in Originalgröße.

## Preisgelder
Aufgrund der COVID-19-Pandemie wurde das Turnier 2020 erstmals auf Ende September verlegt und der Gesamtwert der Preisgelder lag mit 38 Millionen Euro erstmals unter dem des Vorjahres. Von 2010 bis 2019 verdoppelte sich bei den Herren- und Dameneinzel das Preisgeld für den Turniersieg auf jeweils 2,3 Mio. Euro, für die erste Runde gab es 2023 mit 69.000 Euro etwas mehr als das Viereinhalbfache gegenüber 2010. Während der COVID-19-Pandemie sank das Preisgeld für die Sieger 2020 auf 1,6 Millionen Euro und 2021 auf 1,4 Millionen Euro, um 2022 auf 2,2 Millionen zu steigen und 2023 wieder den Stand von 2019 zu erreichen. 2024 wurde das bisher höchste Preisgeld in Höhe von 2.400.000 € an die Sieger Carlos Alcaraz und Iga Świątek ausbezahlt.
Seit 2010 stieg das gesamte Preisgeld von 17 Millionen Euro auf 42,7 Millionen Euro 2019. 2021 fiel das Preisgeld gegenüber dem Vorjahr. Mit insgesamt 34.367.215 € lag es fast 10 % unter den 38.000.000 € von 2020. 2022 erhöhte sich das Preisgeld auf 43,6 Millionen Euro und erreichte 2023 49,6 Millionen Euro, um 2024 auf 53,478 Millionen Euro zu steigen. 2025 wurde es um 5,21 % auf 56,352 Millionen Euro gesteigert.
2024 betrug der Umsatz, den Roland Garros erzielt hat, 340 Millionen Euro, der aus Eintrittsgeldern, Fernsehrechten, Sponsorengeldern und Erlösen aus Verkäufen resultierte.
| Preisgelder seit 2010 – Einzelwettbewerbe | Preisgelder seit 2010 – Einzelwettbewerbe | Preisgelder seit 2010 – Einzelwettbewerbe | Preisgelder seit 2010 – Einzelwettbewerbe | Preisgelder seit 2010 – Einzelwettbewerbe | Preisgelder seit 2010 – Einzelwettbewerbe | Preisgelder seit 2010 – Einzelwettbewerbe | Preisgelder seit 2010 – Einzelwettbewerbe | Preisgelder seit 2010 – Einzelwettbewerbe |
| Jahr                                      | Sieg                                      | Finale                                    | Halbfinale                                | Viertelfinale                             | Achtelfinale                              | 3. Runde                                  | 2. Runde                                  | 1. Runde                                  |
| ----------------------------------------- | ----------------------------------------- | ----------------------------------------- | ----------------------------------------- | ----------------------------------------- | ----------------------------------------- | ----------------------------------------- | ----------------------------------------- | ----------------------------------------- |
| 2010                                      | 1.120.000 €                               | 560.000 €                                 | 280.000 €                                 | 140.000 €                                 | 70.000 €                                  | 42.000 €                                  | 25.000 €                                  | 15.000 €                                  |
| 2011                                      | 1.200.000 €                               | 600.000 €                                 | 300.000 €                                 | 150.000 €                                 | 75.000 €                                  | 42.000 €                                  | 25.000 €                                  | 15.000 €                                  |
| 2012                                      | 1.250.000 €                               | 625.000 €                                 | 310.000 €                                 | 155.000 €                                 | 80.000 €                                  | 47.000 €                                  | 28.000 €                                  | 18.000 €                                  |
| 2013                                      | 1.500.000 €                               | 750.000 €                                 | 375.000 €                                 | 190.000 €                                 | 100.000 €                                 | 60.000 €                                  | 35.000 €                                  | 21.000 €                                  |
| 2014                                      | 1.650.000 €                               | 825.000 €                                 | 412.500 €                                 | 220.000 €                                 | 125.000 €                                 | 72.000 €                                  | 42.000 €                                  | 24.000 €                                  |
| 2015                                      | 1.800.000 €                               | 900.000 €                                 | 450.000 €                                 | 250.000 €                                 | 145.000 €                                 | 85.000 €                                  | 50.000 €                                  | 27.000 €                                  |
| 2016                                      | 2.000.000 €                               | 1.000.000 €                               | 500.000 €                                 | 294.000 €                                 | 173.000 €                                 | 102.000 €                                 | 60.000 €                                  | 30.000 €                                  |
| 2017                                      | 2.100.000 €                               | 1.060.000 €                               | 530.000 €                                 | 340.000 €                                 | 200.000 €                                 | 118.000 €                                 | 70.000 €                                  | 35.000 €                                  |
| 2018                                      | 2.200.000 €                               | 1.120.000 €                               | 560.500 €                                 | 380.000 €                                 | 222.000 €                                 | 130.000 €                                 | 79.000 €                                  | 40.000 €                                  |
| 2019                                      | 2.300.000 €                               | 1.180.000 €                               | 590.000 €                                 | 415.000 €                                 | 243.000 €                                 | 143.000 €                                 | 87.000 €                                  | 46.000 €                                  |
| 2020                                      | 1.600.000 €                               | 800.000 €                                 | 425.250 €                                 | 283.500 €                                 | 189.000 €                                 | 126.000 €                                 | 84.000 €                                  | 60.000 €                                  |
| 2021                                      | 1.400.000 €                               | 750.000 €                                 | 375.000 €                                 | 255.000 €                                 | 170.000 €                                 | 113.000 €                                 | 84.000 €                                  | 60.000 €                                  |
| 2022                                      | 2.200.000 €                               | 1.100.000 €                               | 590.000 €                                 | 380.000 €                                 | 220.000 €                                 | 125.000 €                                 | 86.000 €                                  | 62.000 €                                  |
| 2023                                      | 2.300.000 €                               | 1.150.000 €                               | 630.000 €                                 | 400.000 €                                 | 240.000 €                                 | 142.000 €                                 | 97.000 €                                  | 69.000 €                                  |
| 2024                                      | 2.400.000 €                               | 1.200.000 €                               | 650.000 €                                 | 415.000 €                                 | 250.000 €                                 | 158.000 €                                 | 110.000 €                                 | 73.000 €                                  |
| 2025                                      | 2.550.000 €                               | 1.275.000 €                               | 690.000 €                                 | 440.000 €                                 | 265.000 €                                 | 168.000 €                                 | 117.000 €                                 | 78.000 €                                  |

In den Qualifikationsrunden, an denen weitere 128 Spieler teilnehmen, beträgt 2024 das Preisgeld in der 1. Qualifikationsrunde 21.000 €, in der 2. Qualifikationsrunde 29.500 € und in der 3. Qualifikationsrunde 44.000 €.
| Preisgelder seit 2020 (in Euro) – Doppelwettbewerbe | Preisgelder seit 2020 (in Euro) – Doppelwettbewerbe | Preisgelder seit 2020 (in Euro) – Doppelwettbewerbe | Preisgelder seit 2020 (in Euro) – Doppelwettbewerbe | Preisgelder seit 2020 (in Euro) – Doppelwettbewerbe | Preisgelder seit 2020 (in Euro) – Doppelwettbewerbe | Preisgelder seit 2020 (in Euro) – Doppelwettbewerbe | Preisgelder seit 2020 (in Euro) – Doppelwettbewerbe |
| Jahr                                                | Sieg                                                | Finale                                              | Halbfinale                                          | Viertelfinale                                       | Achtelfinale                                        | Runde der 32                                        | Runde der 64                                        |
| --------------------------------------------------- | --------------------------------------------------- | --------------------------------------------------- | --------------------------------------------------- | --------------------------------------------------- | --------------------------------------------------- | --------------------------------------------------- | --------------------------------------------------- |
| 2020                                                | 319.652                                             | 188.030                                             | 110.606                                             | 65.062                                              | 38.272                                              | 23.920                                              | 14.950                                              |
| 2021                                                | 244.295                                             | 144.074                                             | 84.749                                              | 49.853                                              | 29.325                                              | 17.250                                              | 11.500                                              |
| 2022                                                | 580.000                                             | 290.000                                             | 146.000                                             | 79.500                                              | 42.000                                              | 25.000                                              | 15.500                                              |
| 2023                                                | 590.000                                             | 295.000                                             | 148.000                                             | 80.000                                              | 43.000                                              | 27.000                                              | 17.000                                              |
| 2024                                                | 590.000                                             | 295.000                                             | 148.000                                             | 80.000                                              | 43.500                                              | 27.500                                              | 17.500                                              |
| 2025                                                | 590.000                                             | 295.000                                             | 148.000                                             | 80.000                                              | 43.500                                              | 27.500                                              | 17.500                                              |

Die Preisgelder in den Doppelwettbewerben erhält jeweils das Doppelteam.
| Preisgelder seit 2022 (in Euro) – Mixedwettbewerb | Preisgelder seit 2022 (in Euro) – Mixedwettbewerb | Preisgelder seit 2022 (in Euro) – Mixedwettbewerb | Preisgelder seit 2022 (in Euro) – Mixedwettbewerb | Preisgelder seit 2022 (in Euro) – Mixedwettbewerb | Preisgelder seit 2022 (in Euro) – Mixedwettbewerb | Preisgelder seit 2022 (in Euro) – Mixedwettbewerb |
| Jahr                                              | Sieg                                              | Finale                                            | Halbfinale                                        | Viertelfinale                                     | Achtelfinale                                      | Runde der 32                                      |
| ------------------------------------------------- | ------------------------------------------------- | ------------------------------------------------- | ------------------------------------------------- | ------------------------------------------------- | ------------------------------------------------- | ------------------------------------------------- |
| 2022                                              | 122.000                                           | 61.000                                            | 31.000                                            | 17.000                                            | 10.000                                            | 5.000                                             |
| 2023                                              | 122.000                                           | 61.000                                            | 31.000                                            | 17.500                                            | 10.000                                            | 5.000                                             |
| 2024                                              | 122.000                                           | 61.000                                            | 31.000                                            | 17.500                                            | 10.000                                            | 5.000                                             |
| 2025                                              | 122.000                                           | 61.000                                            | 31.000                                            | 17.500                                            | 10.000                                            | 5.000                                             |

Die Preisgelder im Mixedwettbewerb erhält jeweils das Mixedteam.
| Preisgelder seit 2022 (in Euro) – Rollstuhlwettbewerbe – Einzel | Preisgelder seit 2022 (in Euro) – Rollstuhlwettbewerbe – Einzel | Preisgelder seit 2022 (in Euro) – Rollstuhlwettbewerbe – Einzel | Preisgelder seit 2022 (in Euro) – Rollstuhlwettbewerbe – Einzel | Preisgelder seit 2022 (in Euro) – Rollstuhlwettbewerbe – Einzel | Preisgelder seit 2022 (in Euro) – Rollstuhlwettbewerbe – Einzel |
| Jahr                                                            | Sieg                                                            | Finale                                                          | Halbfinale                                                      | Viertelfinale                                                   | Achtelfinale                                                    |
| --------------------------------------------------------------- | --------------------------------------------------------------- | --------------------------------------------------------------- | --------------------------------------------------------------- | --------------------------------------------------------------- | --------------------------------------------------------------- |
| 2022                                                            | 56.000                                                          | 28.000                                                          | 14.000                                                          | 7.500                                                           | 5.000                                                           |
| 2023                                                            | 60.000                                                          | 30.000                                                          | 18.000                                                          | 11.000                                                          | 8.000                                                           |
| 2024                                                            | 62.000                                                          | 31.000                                                          | 20.000                                                          | 12.000                                                          | 8.500                                                           |
| 2025                                                            | 63.900                                                          | 31.950                                                          | 20.600                                                          | 12.360                                                          | 8.750                                                           |

| Preisgelder seit 2022 (in Euro) – Rollstuhlwettbewerbe – Doppel | Preisgelder seit 2022 (in Euro) – Rollstuhlwettbewerbe – Doppel | Preisgelder seit 2022 (in Euro) – Rollstuhlwettbewerbe – Doppel | Preisgelder seit 2022 (in Euro) – Rollstuhlwettbewerbe – Doppel | Preisgelder seit 2022 (in Euro) – Rollstuhlwettbewerbe – Doppel |
| Jahr                                                            | Sieg                                                            | Finale                                                          | Halbfinale                                                      | Viertelfinale                                                   |
| --------------------------------------------------------------- | --------------------------------------------------------------- | --------------------------------------------------------------- | --------------------------------------------------------------- | --------------------------------------------------------------- |
| 2022                                                            | 16.000                                                          | 8.000                                                           | 5.000                                                           | 3.000                                                           |
| 2023                                                            | 20.000                                                          | 10.000                                                          | 7.000                                                           | 5.000                                                           |
| 2024                                                            | 21.000                                                          | 11.000                                                          | 8.000                                                           | 5.000                                                           |
| 2025                                                            | 21.650                                                          | 11.350                                                          | 8.250                                                           | 5.150                                                           |

| Preisgelder seit 2022 (in Euro) – Quadwettbewerbe – Einzel | Preisgelder seit 2022 (in Euro) – Quadwettbewerbe – Einzel | Preisgelder seit 2022 (in Euro) – Quadwettbewerbe – Einzel | Preisgelder seit 2022 (in Euro) – Quadwettbewerbe – Einzel | Preisgelder seit 2022 (in Euro) – Quadwettbewerbe – Einzel |
| Jahr                                                       | Sieg                                                       | Finale                                                     | Halbfinale                                                 | Viertelfinale                                              |
| ---------------------------------------------------------- | ---------------------------------------------------------- | ---------------------------------------------------------- | ---------------------------------------------------------- | ---------------------------------------------------------- |
| 2022                                                       | 56.000                                                     | 28.000                                                     | 14.000                                                     | 7.500                                                      |
| 2023                                                       | 60.000                                                     | 30.000                                                     | 18.000                                                     | 11.000                                                     |
| 2024                                                       | 62.000                                                     | 31.000                                                     | 20.000                                                     | 12.000                                                     |
| 2025                                                       | 63.900                                                     | 31.950                                                     | 20.600                                                     | 12.360                                                     |

| Preisgelder seit 2022 (in Euro) – Quadwettbewerbe – Doppel | Preisgelder seit 2022 (in Euro) – Quadwettbewerbe – Doppel | Preisgelder seit 2022 (in Euro) – Quadwettbewerbe – Doppel | Preisgelder seit 2022 (in Euro) – Quadwettbewerbe – Doppel |
| Jahr                                                       | Sieg                                                       | Finale                                                     | Halbfinale                                                 |
| ---------------------------------------------------------- | ---------------------------------------------------------- | ---------------------------------------------------------- | ---------------------------------------------------------- |
| 2022                                                       | 16.000                                                     | 8.000                                                      | 5.000                                                      |
| 2023                                                       | 20.000                                                     | 10.000                                                     | 7.000                                                      |
| 2024                                                       | 21.000                                                     | 11.000                                                     | 8.000                                                      |
| 2025                                                       | 21.650                                                     | 11.350                                                     | 8.250                                                      |

Die Preisgelder in den Rollstuhl- und Quadwettbewerben im Doppel erhält jeweils das Team.
Bei den Junioren-Tennisturnieren, an denen 14- bis 18-Jährige teilnehmen, gibt es kein Preisgeld, da es als unangemessen angesehen wird, Kinder dem Druck auszusetzen, direkt um Geld zu spielen. Es sind reine Amateurwettbewerbe. Ist ein Sachpreis für den Sieger vorgesehen, darf dessen Wert 750 US$ (700 €) nicht überschreiten. Sie erhalten jedoch Ranglistenpunkte, die für ihre internationale Junioren-Rangliste angerechnet werden. Mit jährlichen Beiträgen aus den vier Grand-Slam-Turnieren unterstützt das Grand Slam Player Development Programme der ITF Spieler direkt durch Grand Slam Player Grants, (Stipendien) die erstmals 2017 eingeführt wurden, um internationale Wettkampferfahrung zu sammeln. Insgesamt 51 Nachwuchs- und Profispieler erhielten im Jahr 2023 Zuschüsse von bis zu 25.000 US-Dollar, wobei zwei Spieler 50.000 US-Dollar an Stipendium erhielten.

## Vergleich der Preisgelder für die Sieger
| Veranstaltung   | Preisgeld     | in Euro     |
| --------------- | ------------- | ----------- |
| US Open         | 3.000.000 $   | 2.765.869 € |
| Wimbledon       | 2.350.000 £   | 2.758.406 € |
| French Open     | 2.300.000 €   | 2.300.000 € |
| Australian Open | 2.975.000 AU$ | 1.761.694 € |

| Veranstaltung   | Preisgeld     | in Euro     |
| --------------- | ------------- | ----------- |
| US Open         | 3.600.000 $   | 3.290.058 € |
| Wimbledon       | 2.700.000 £   | 3.199.581 € |
| French Open     | 2.400.000 €   | 2.400.000 € |
| Australian Open | 3.150.000 AU$ | 1.906.695 € |

| Veranstaltung   | Preisgeld     | in Euro     |
| --------------- | ------------- | ----------- |
| US Open         | 5.000.000 $   | 4.295.850 € |
| Wimbledon       | 3.000.000 £   | 3.524.730 € |
| French Open     | 2.550.000 €   | 2.550.000 € |
| Australian Open | 3.500.000 AU$ | 2.111.000 € |

## Teilnehmer
Für das Hauptfeld in den Einzelwettbewerben qualifizieren sich 128 Spieler.
- 104 Plätze werden an die Bestplatzierten des WTA-/ATP-Rankings vergeben[47][48]
- 16 Plätze werden über das vorausgehende Qualifikationsturnier vergeben
- 8 Wildcards werden von der Turnierleitung vergeben

Seit dem Wimbledonturnier 2001 wurde die Setzliste bei den Grand Slams im Herreneinzel und Dameneinzel von 16 auf 32 gesetzte Spieler angehoben. In den übrigen Wettbewerben bleibt es bei 16. Die Setzliste verhindert, dass die besten Spielerinnen bzw. Spieler gleich in den ersten Runden aufeinander treffen können. 32 Spieler beziehungsweise 32 Spielerinnen werden deshalb gesetzt. Die übrigen Teilnehmer werden hinzugelost. Auch unter den ersten 32 Spielern wird gelost. Die einzig festen Positionen beim Setzen haben die 1 (oberste Linie im Board) und die 2 (unterste Linie). Die Nr. 3 und 4 werden gelost, d. h. wird die 4 zuerst gezogen, kommt sie in die obere Hälfte zur 1 und die 3 geht nach unten zur 2 und umgekehrt.
Registrierte Spieler im Alter von 9 und 10 Jahren, die von der FFT eingeladen wurden, haben in einem „Entrée de rêve“ (dream walk-on) die Ehre, die Spieler auf dem Weg zum Platz zu begleiten. 2025 wird es 80 dream walk-ons auf den Plätzen Philippe-Chatrier (45 Spiele) und Suzanne-Lenglen (35 Spiele) geben. Die ausgewählten Kinder können außerdem am Münzwurf teilnehmen.

## Wettbewerbe der Junioren und Juniorinnen
Die Wettbewerbe der Junioren und Juniorinnen bestehen aus jeweils 32 Teilnehmern. Sie kämpfen um den Einzug in das Hauptfeld des Roland-Garros-Juniorenturniers. Zuvor müssen sie zwei Matches in der Qualifikation gewinnen, die im Cercle Athlétique de Montrouge, unmittelbar südlich von Paris, und dem Tennis Club de la Châtaigneraie in Rueil-Malmaison, etwa 14 km westlich des Zentrums von Paris, stattfinden. Zusätzlich werden zwei Wildcards vergeben. Beim Rollstuhltennis der Junioren und Juniorinnen wurden vier Junioren-Events geschaffen. An sechs Einzelspielen und zwei Doppelspielen nehmen vier Mädchen und vier Jungen teil.

## Bälle

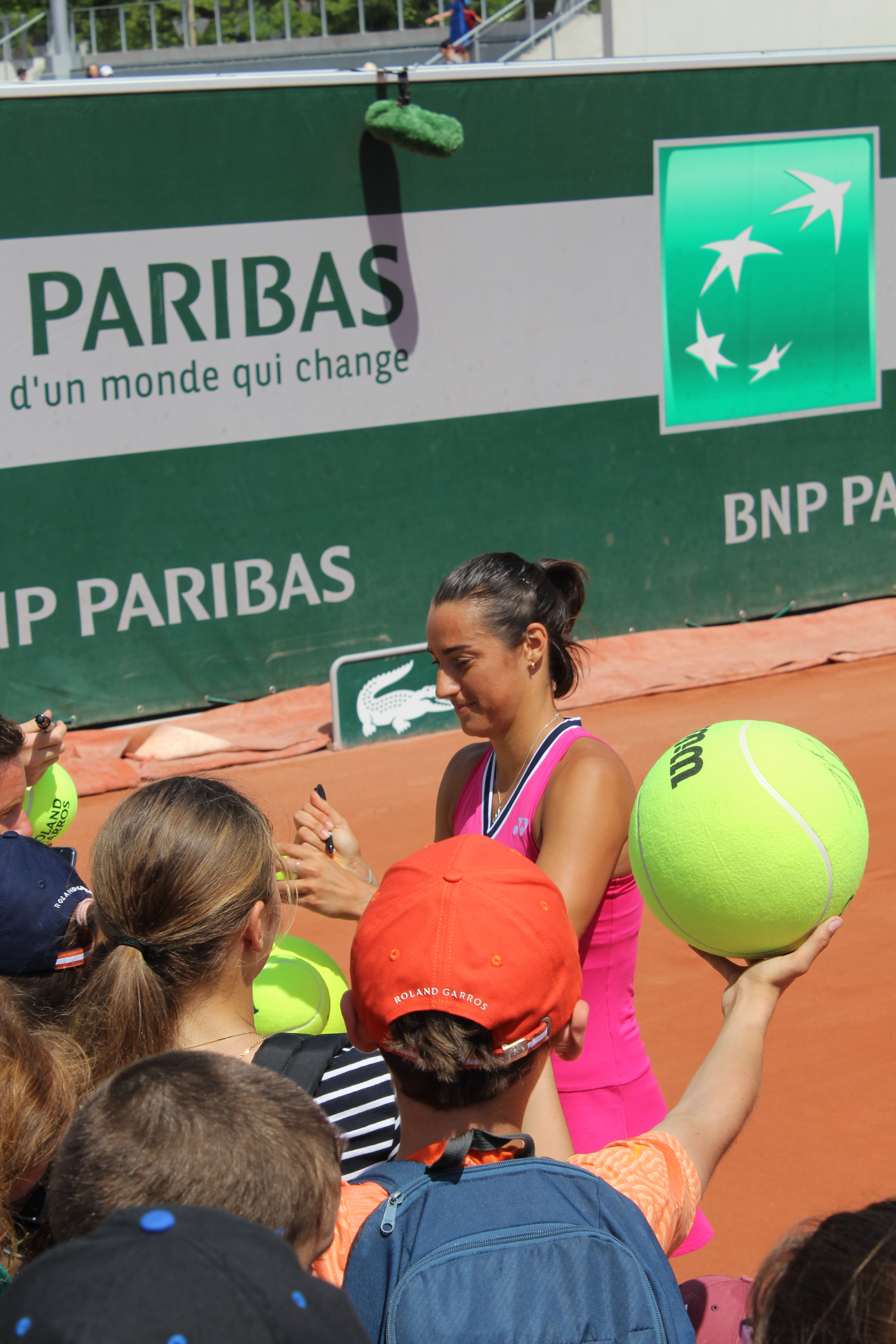
Caroline Garcia unterschreibt Wilson Tennisbälle in Roland Garros 2023

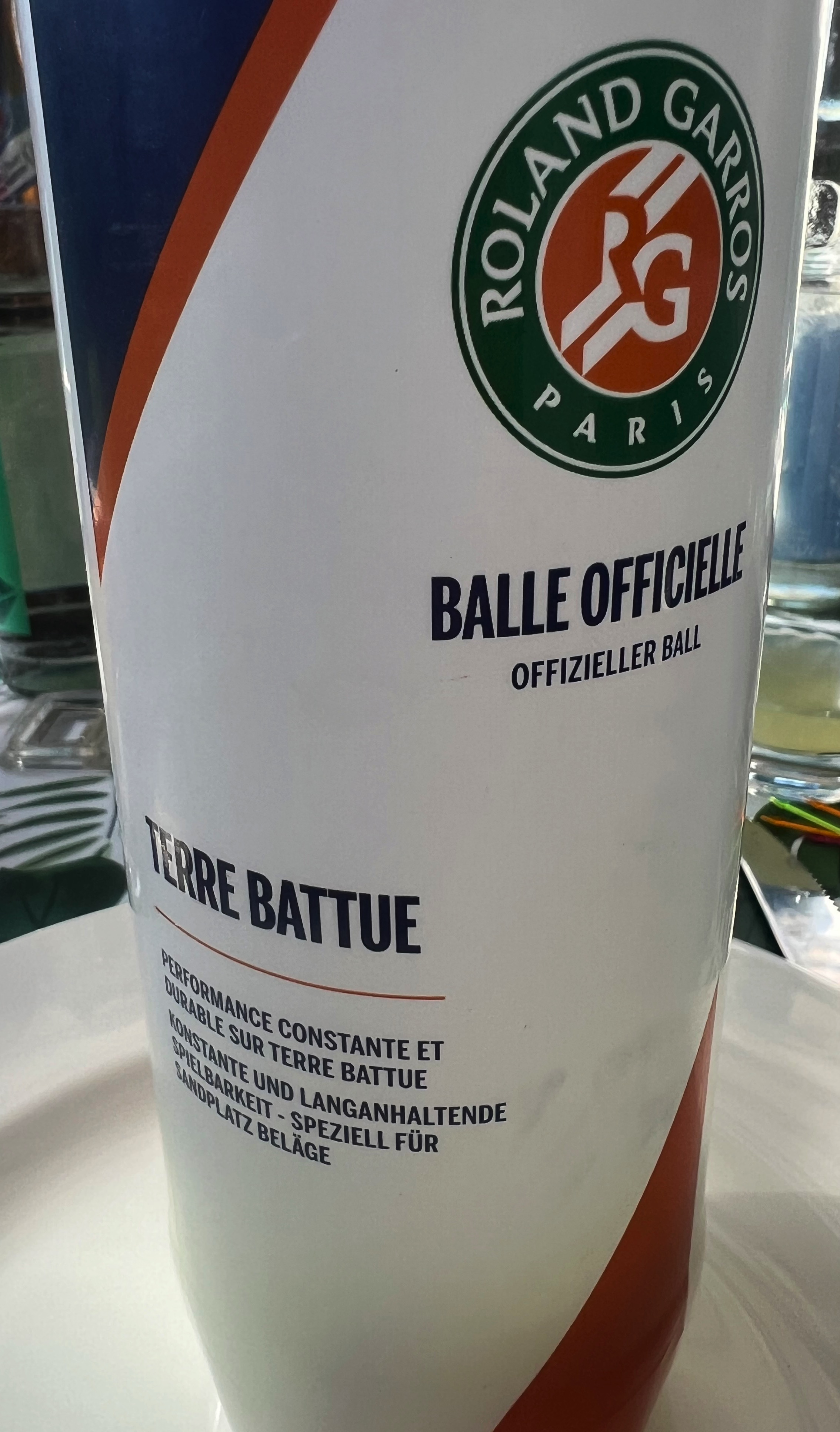
Wilson Bälle French Open

Bis 1978 wurde mit weißen Bällen gespielt. Danach wurde zu gelben Bällen gewechselt, um die Sichtbarkeit am Fernsehbildschirm zu verbessern. Seit 2020 werden bei den French Open mit Bällen von Wilson gespielt. Der Wilson-Ball löste den in den Jahren 2011 bis 2019 gespielten Ball von Babolat ab. Während der French Open werden geschätzt 100.000 Bälle verbraucht, davon 70.000 während der 15 Turniertage. Von einigen Topspielern wurde der Ball kritisiert, weil er zu schwer und zu groß sei, was für die Schulter und den Ellbogen eine große Belastung wäre. Dies würde vor allem physischen Spielern, die viel Kraft haben, zugutekommen. Ebenso sind aufschlagstarke Spieler im Nachteil. Es resultieren lange Ballwechsel, die laufstarke Spieler bevorteilen. Es sind acht Bälle in Verwendung, die erstmals nach sieben Spielen und dann alle weiteren neun Spiele gegen neue Bälle ausgetauscht werden. Die gebrauchten Bälle werden zu einem niedrigen Sonderpreis im allgemeinen Verkauf angeboten.

## Balljungen – Ballmädchen

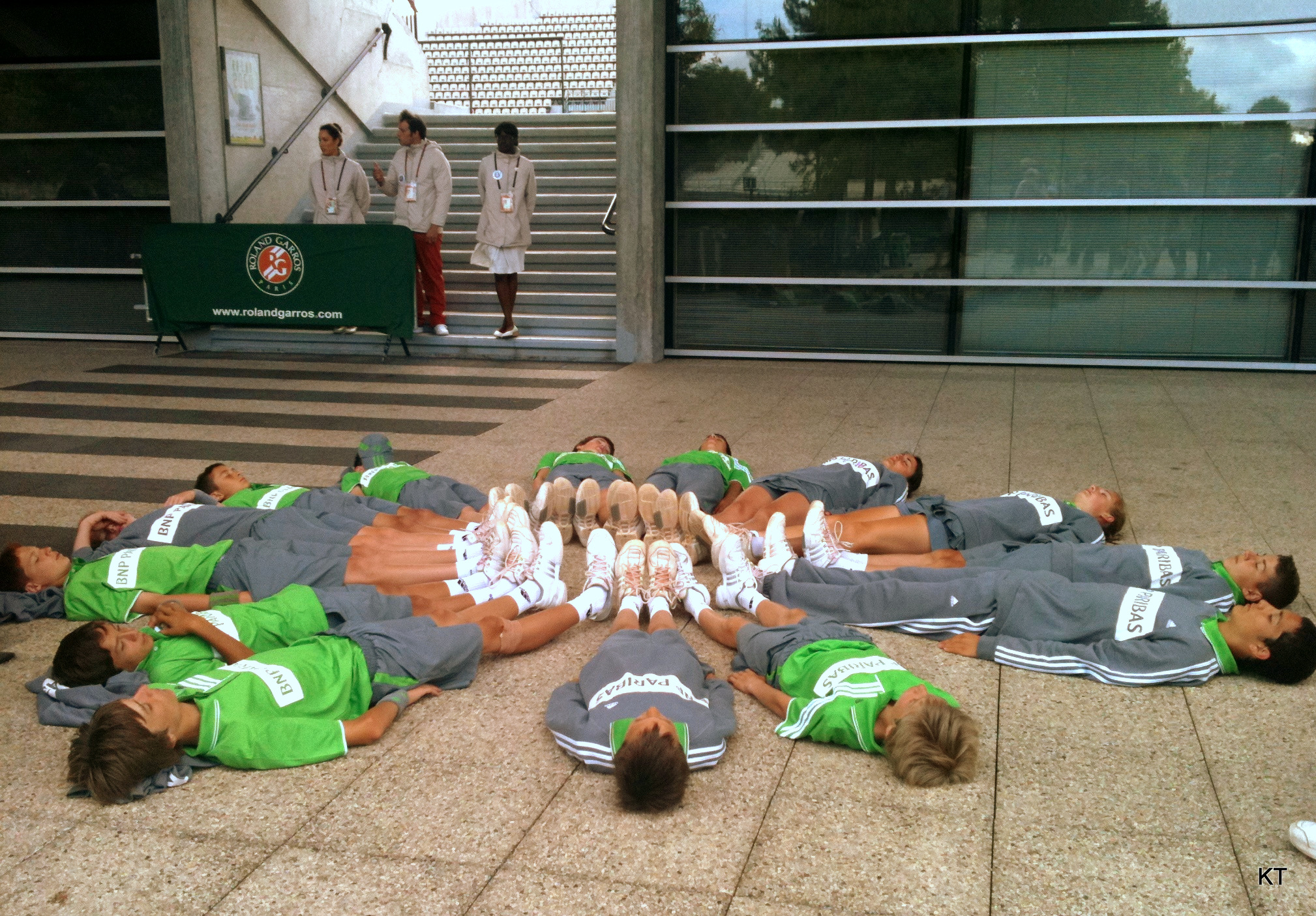
Balljungen und -mädchen in Roland Garros während einer meditativen Vorbereitung

Voraussetzung, um Balljunge oder Ballmädchen (französisch ramasseurs de balles) zu werden, ist eine Lizenz in einem französischen Tennisverein, der Mitglied der Fédération Française de Tennis (FFT) ist, ein Alter zwischen 12 und 16 Jahren und eine maximale Größe von 1,75 m. Die Kandidaten nehmen an ersten Auswahltrainings teil, die frankreichweit durchgeführt werden. Wer die Vorauswahl überstanden hat, nimmt an einem dreiwöchigen Trainingskurs teil, während dem das notwendige Fachwissen und die benötigte Geschicklichkeit trainiert werden. Die 300 besten Kandidaten werden schließlich zum Turnier geladen. Für 2025 haben sich 6000 Jugendliche darum beworben. Ab den Qualifikationsmatches werden die Balljungen und Ballmädchen nach ihrer Performance und ihrem korrekten Verhalten kontinuierlich beurteilt und eine Art „Rangliste“ erstellt. Von dieser Platzierung hängt es ab, bei welchen Matches und auf welchen Plätzen sie eingesetzt werden. Die besten 18 werden in drei Teams bei den Finals und Halbfinalmatches eingesetzt. Sechs Balljungen/Ballmädchen sind gleichzeitig auf dem Platz. Alle 45 Minuten werden sie ausgewechselt. Die Balljungen und Ballmädchen erhalten kein Salär für ihre Tätigkeit, jedoch zahlreiche Präsente durch den Sponsor.

## Weltranglistenpunkte
Die ATP hatte im Vorfeld der Saison 2024 Änderungen bezüglich der Punkteverteilung im Hauptfeld der Tour bekannt gegeben. Demzufolge wurden mehr Punkte vergeben, allerdings nicht an die Sieger. In der WTA gab es keine Änderung.
| Event        | Sieg | Finale | Halbfinale | Viertelfinale | Achtelfinale | Runde der 32 | Runde der 64 | Runde der 128 | Qualifikation | Qualifikation 3. Runde | Qualifikation 2. Runde | Qualifikation 1. Runde |
| ------------ | ---- | ------ | ---------- | ------------- | ------------ | ------------ | ------------ | ------------- | ------------- | ---------------------- | ---------------------- | ---------------------- |
| Herreneinzel | 2000 | 1300   | 800        | 400           | 200          | 100          | 50           | 10            | 30            | 16                     | 08                     | 0                      |
| Herrendoppel | 2000 | 1200   | 720        | 360           | 180          | 090          | 0            |               |               |                        |                        |                        |
| Dameneinzel  | 2000 | 1300   | 780        | 430           | 240          | 130          | 70           | 10            | 40            | 30                     | 20                     | 2                      |
| Damendoppel  | 2000 | 1300   | 780        | 430           | 240          | 130          | 10           |               |               |                        |                        |                        |

| Event              | Sieg | Finale | Halbfinale | Viertelfinale | Achtelfinale | Runde der 32 | Qualifikant | Qualifikation |
| ------------------ | ---- | ------ | ---------- | ------------- | ------------ | ------------ | ----------- | ------------- |
| Junioren-Einzel    | 375  | 270    | 180        | 120           | 75           | 30           | 25          | 20            |
| Juniorinnen-Einzel | 375  | 270    | 180        | 120           | 75           | 30           | 25          | 20            |
| Junioren-Doppel    | 270  | 180    | 120        | 75            | 45           |              |             |               |
| Juniorinnen-Doppel | 270  | 180    | 120        | 75            | 45           |              |             |               |

| Event       | Sieg | Finale | Halbfinale | Viertelfinale |
| ----------- | ---- | ------ | ---------- | ------------- |
| Einzel      | 800  | 500    | 375        | 100           |
| Doppel      | 800  | 500    | 100        |               |
| Quad Einzel | 800  | 500    | 100        |               |
| Quad Doppel | 800  | 100    |            |               |

| Event                              | Sieg | Finale | Halbfinale | Viertelfinale | Achtelfinale |
| ---------------------------------- | ---- | ------ | ---------- | ------------- | ------------ |
| Junioren-Einzel Rollstuhltennis    | 40   | 30     | 23         | 12            | 2            |
| Juniorinnen-Einzel Rollstuhltennis | 40   | 30     | 15         | 2             |              |

## Zuschauerzahlen
2017 besuchten 471.274 Menschen die French Open. 2018 stieg die Zahl auf 480.500 Zuschauer. Die Besucherzahl von 2023 übertraf mit 633.222 Zuschauern den Vorjahreswert von 613.000 Zuschauern, was einen neuen Rekord darstellte. Der öffentlich-rechtliche französische Fernsehsender France Télévisions (FTV) bestätigte, dass 40,5 Millionen Menschen die Übertragung des Turniers sahen (nur Frankreich). Den Sieg von Novak Djokovic gegen Casper Ruud im Finale der Herren sahen in der Spitze 6,45 Millionen Zuschauer. Das Finale der Damen, das Iga Świątek gegen Karolína Muchová gewann, wurde von 2,2 Millionen Zuschauern auf FTV verfolgt. Das Turnier wurde weltweit in 220 Länder übertragen, jedoch unter anderem nicht nach Russland und Belarus.